# Переписи населения в Сербии
Переписи населения в Сербии ведутся официально с 1834 года. В данной статье представлены все проведённые когда-либо переписи с результатами. Численность населения менялась в связи с политическими и экономическими событиями, влиявшими на ход истории и развития самой Сербии.

## История

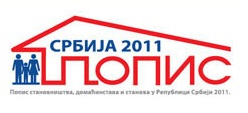
Логотип переписи населения 2011 года

Перепись населения в Сербии проводится обычно каждые 10 лет и организуется Республиканским институтом статистики. Последняя перепись состоялась в 2011 году.
- В средневековой Сербии встречаются первые отсылки к проведению переписи населения: согласно законнику Стефана Душана, подданными Средневековой Сербии были сербы, греки, албанцы, влахи и саксы.
- Сербская революция привела к появлению на карте мира княжества Сербии, и там официально перепись впервые была проведена в 1834 году. Аналогичные переписи были проведены в 1841, 1843, 1846, 1850, 1854, 1859, 1863, 1866 и 1874 годах.
- После образования королевства Сербии прошли шесть переписей в 1884, 1890, 1895, 1900, 1905 и 1910 годах.
- В истории Королевства Югославии удалось провести всего две переписи в 1921 и 1931 годах, перепись 1941 года не была завершена из-за войны.
- В СФРЮ прошли переписи в 1948, 1953, 1961, 1971, 1981 и 1991 годах.
- В истории Третьей Югославии и собственно Республики Сербии переписи прошли в 2002 и 2011 годах.

## Данные по переписи населения

### 1834
- Итого: 678 192 человек

### 1841
- Итого: 828 895 человек

### 1843
- Итого: 859 545 человек

### 1846
- Итого: 915 080 человек

### 1850
- Итого: 956 893 человек

### 1854
- Итого: 998 919 человек

### 1859
- Итого: 1 078 281 человек

### 1863
- Итого: 1 108 668 человек

### 1866
- Итого: 1 216 219 человек[1]
- Сербы: 1 058 189 (87,01%)
- Румыны: 127 545 (10,49%)
- Цыгане: 24 607 (2,02%)
- Немцы: 2 589 (0,21%)
- Прочие: 3 256 (0,27%)

### 1878
- Итого: 1 669 337[2]

### 1895
- Итого: 2 493 770[2]
- Сербы: свыше 2 млн. (ок. 90%)
- Румыны: 159 тыс. (6,43%)
- Цыгане: 46 тыс. (1,84%)

### 1910
- Итого: 2 922 258

### 1921 (без Воеводины, но с Косово и Македонией)
- Итого: 4 133 478
- Сербы и хорваты: 3,339,369 (80,87%)
- Албанцы: 420 473 (10,17%)
- Влахи: 159 549 (3,86%)
- Турки: 149 210 (3,61%)
- Немцы: 5 969
- Русские: 4 176
- Словенцы: 3 625
- Чехи и словаки: 2 801
- Венгры: 2 532
- Французы: 717
- Итальянцы: 503
- Поляки: 286
- Англичане: 231
- Русины: 35
- Прочие (в т.ч. цыгане): 44 002

### 1948
- Итого: 6 527 966
- Сербы: 4 823 730 (73,89%)
- Албанцы: 532 011 (8,15%)
- Венгры: 433 701 (6,64%)
- Хорваты: 169 864 (2,6%)
- Черногорцы: 74 860 (1,15%)
- Словаки: 72 032 (1,1%)
- Болгары: 59 395
- Цыгане: 52 181
- Словенцы: 20 998
- Македонцы: 17 917
- Славяне-мусульмане: 17 315

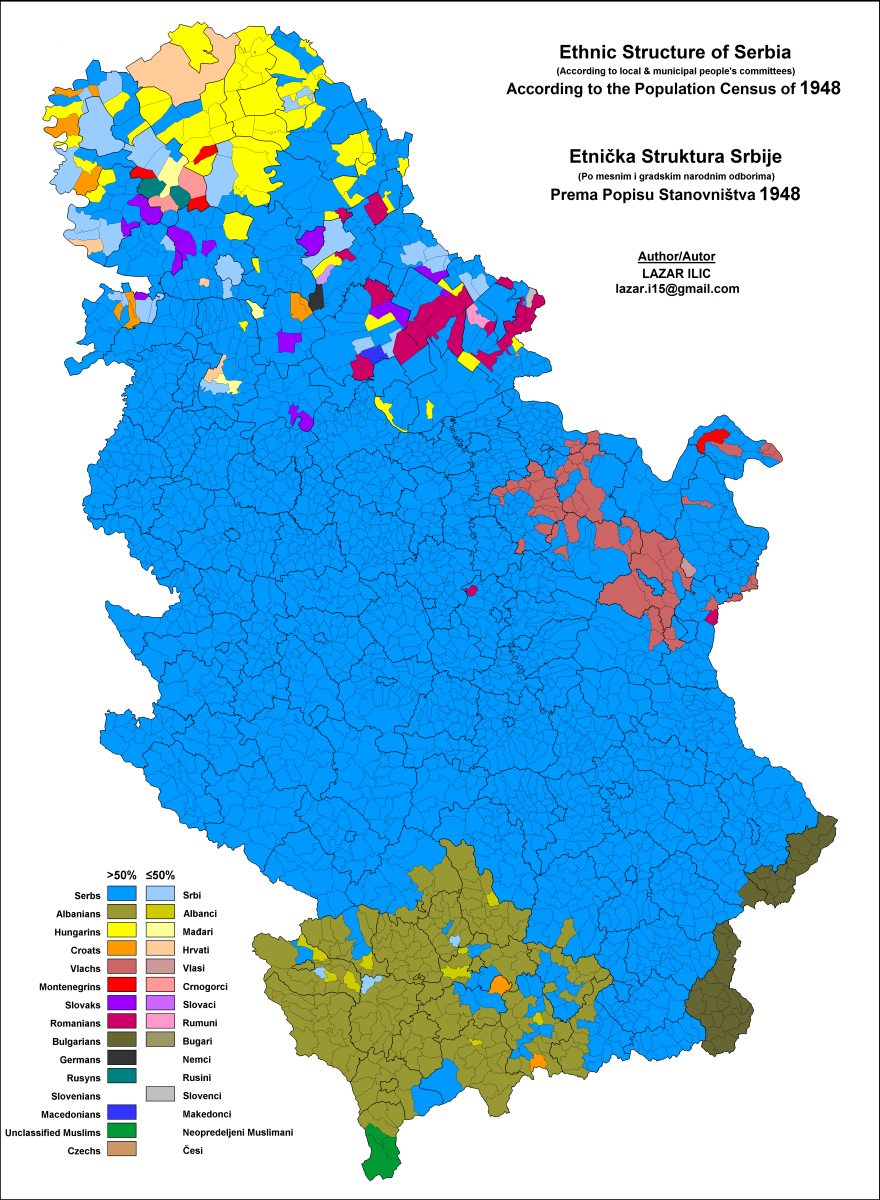
Этническая карта Сербии (1948)
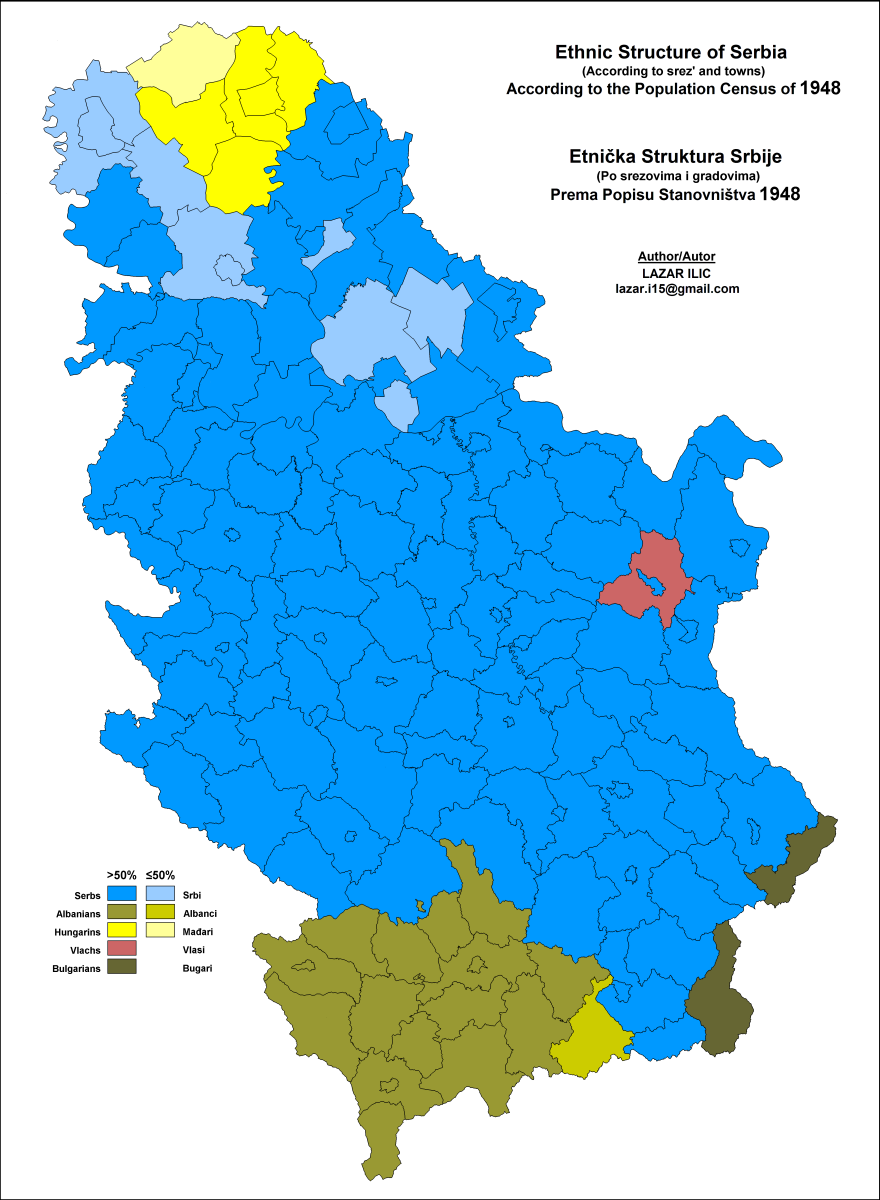
Этническая карта по муниципалитетам Сербии (1948)
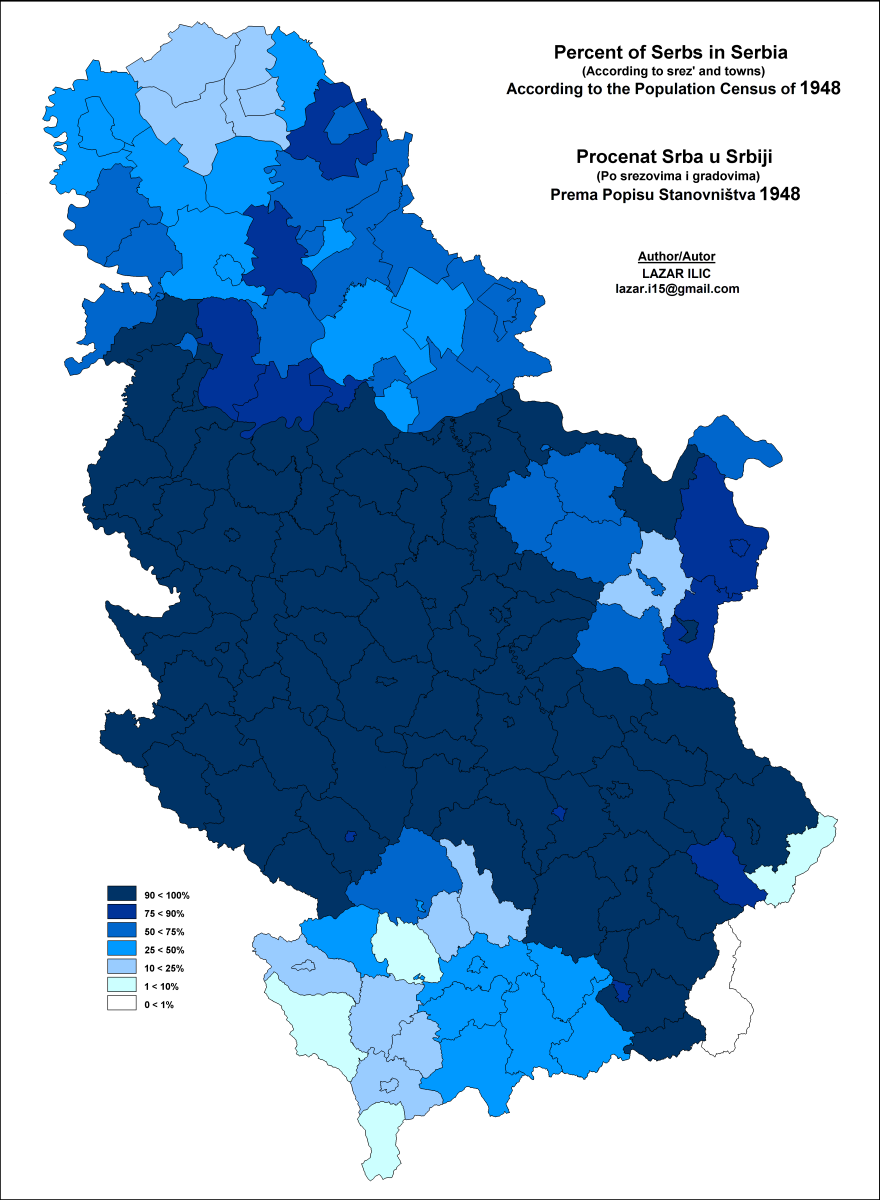
Доля сербов в муниципалитетах Сербии (1948)

### 1953
- Итого: 6 979 154
- Сербы: 5 152 939 (73,83%)
- Албанцы: 565 513 (8,10%)
- Венгры: 441 907 (6,33%)
- Хорваты: 173 246 (2,48%)
- Черногорцы: 86 061 (1,23%)
- Славяне-мусульмане: 81 081 (1,16%)
- Словаки: 71 153 (1%)
- Болгары: 60 146
- Цыгане: 58 800
- Македонцы: 27 277
- Словенцы: 20 717

### 1961
- Итого: 7 642 227
- Сербы: 5 704 686 (74,65%)
- Албанцы: 699 772 (9,16%)
- Венгры: 449 587 (5,88%)
- Хорваты: 196 409 (2,57%)
- Черногорцы: 104 753 (1,37%)
- Славяне-мусульмане: 93 467 (1,22%)
- Словаки: 73 830
- Болгары: 58 243
- Македонцы: 36 288
- Югославы: 20 079
- Словенцы: 19 957
- Цыгане: 9 826

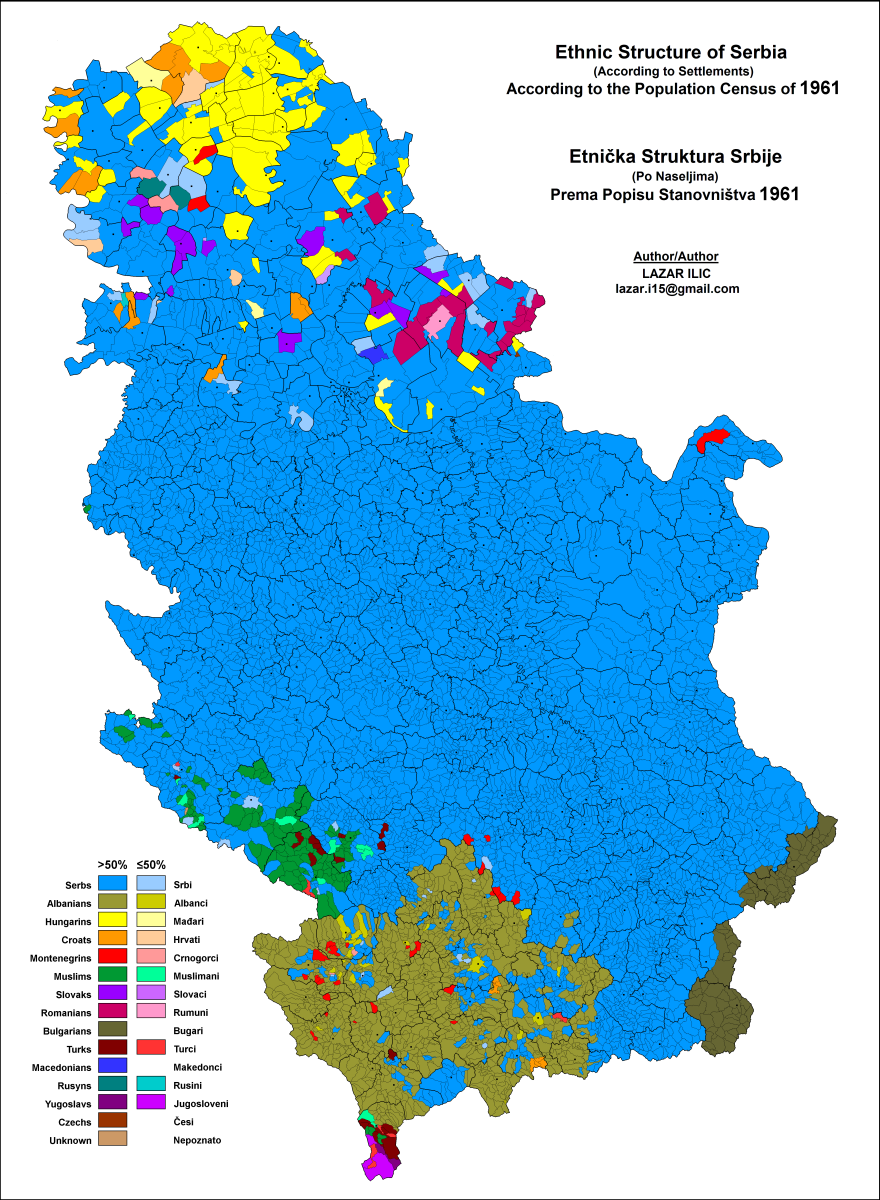
Этническая карта Сербии (1961)
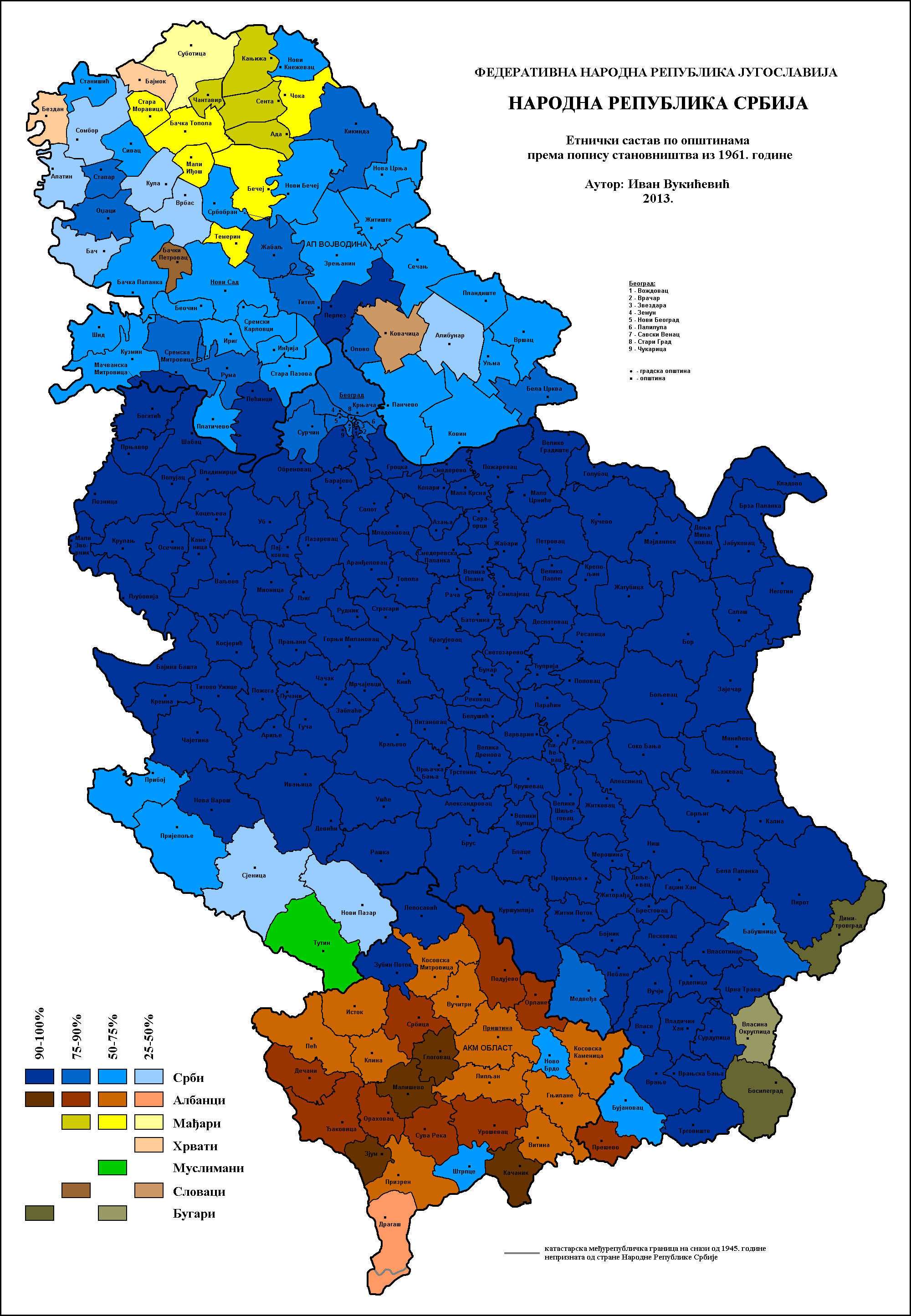
Этническая карта по муниципалитетам Сербии (1961)
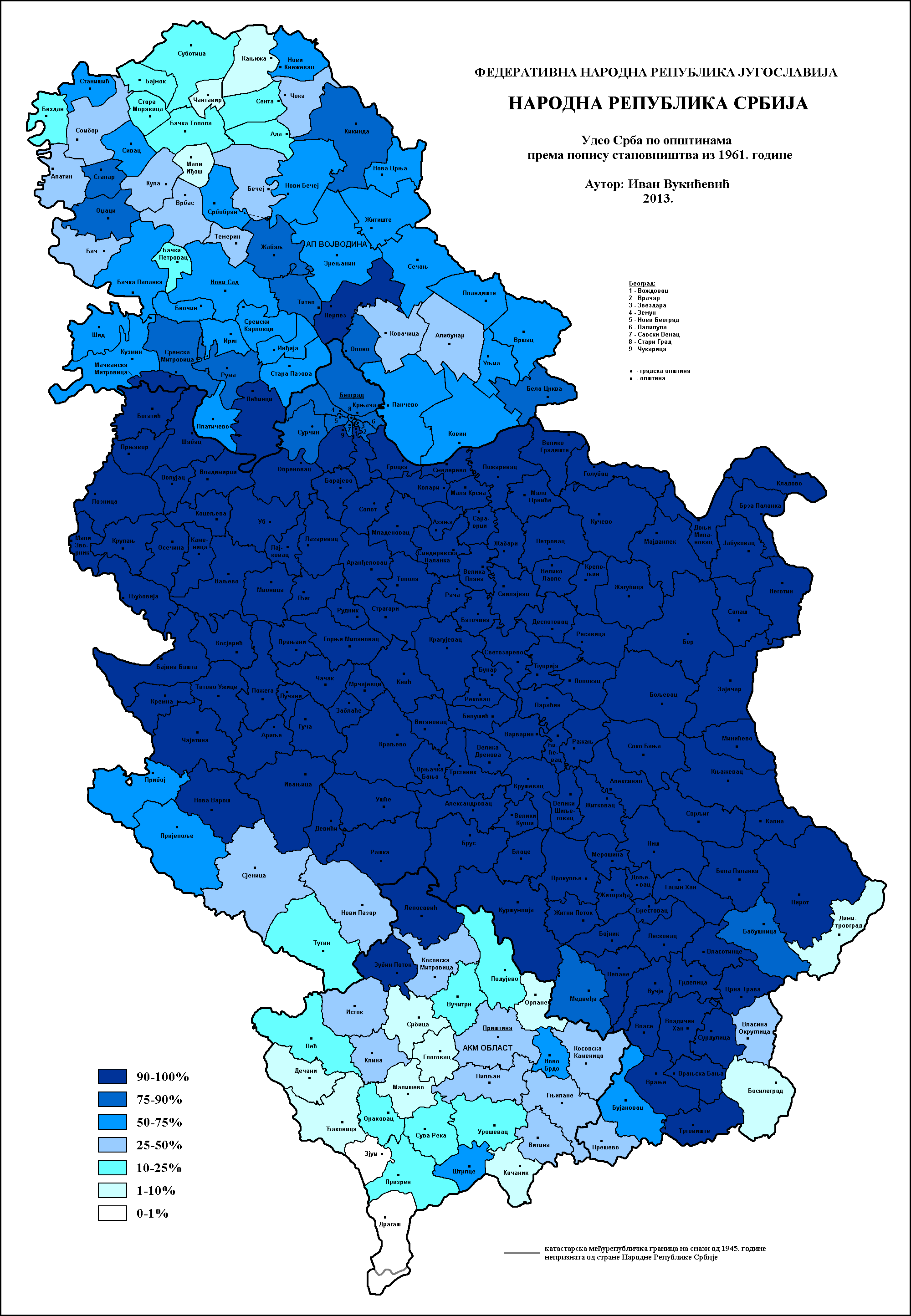
Доля сербов в муниципалитетах Сербии (1961)

### 1971
- Итого: 8 446 591
- Сербы: 6 016 811 (71,23%)
- Албанцы: 984 761 (11,66%)
- Венгры: 430 314 (5,10%)
- Хорваты: 184 913 (2,19%)
- Славяне-мусульмане: 154 330 (1,83%)
- Черногорцы: 125 260 (1,48%)
- Югославы: 123 824 (1,47%)
- Словаки: 76 733
- Румыны: 57 419
- Болгары: 53 536
- Цыгане: 49 894
- Македонцы: 42 675
- Русины: 20 608
- Турки: 18 220
- Словенцы: 15 957
- Влахи: 14 724

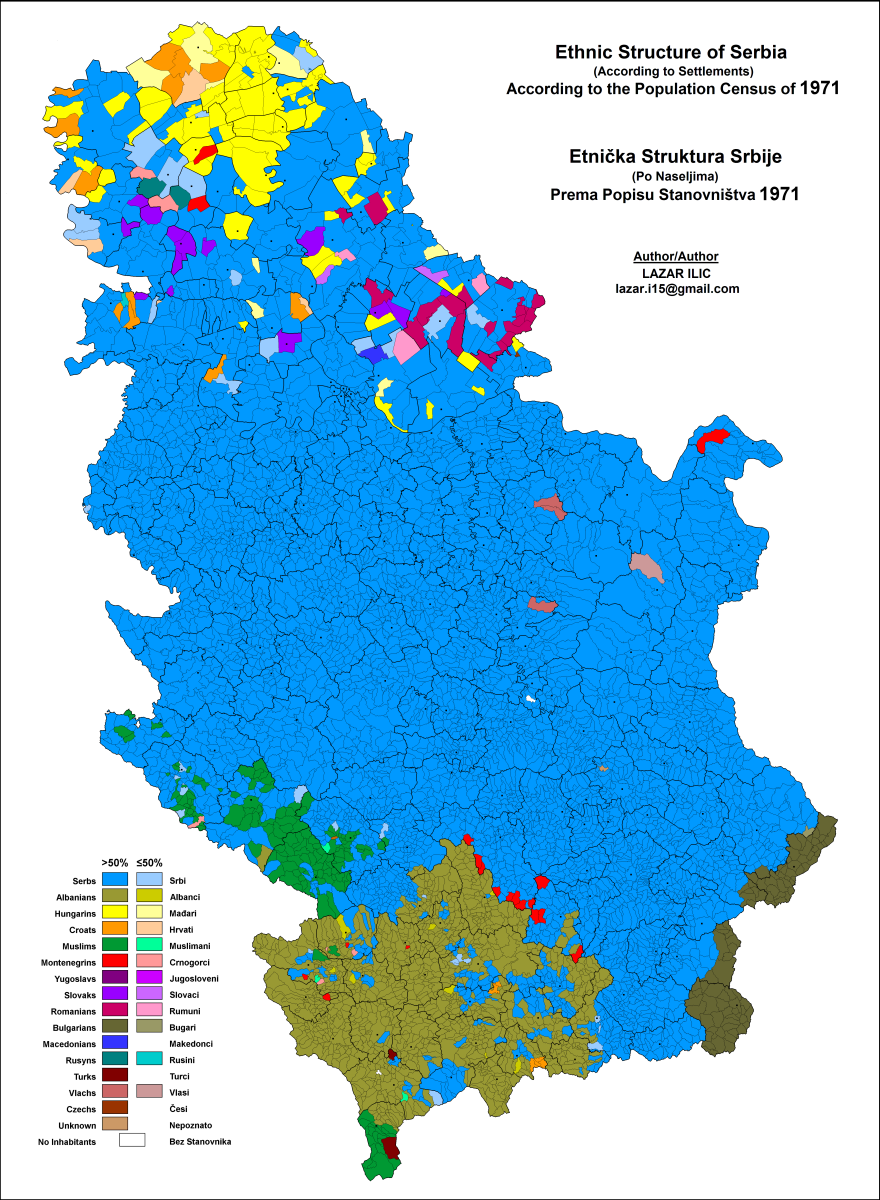
Этническая карта Сербии (1971)
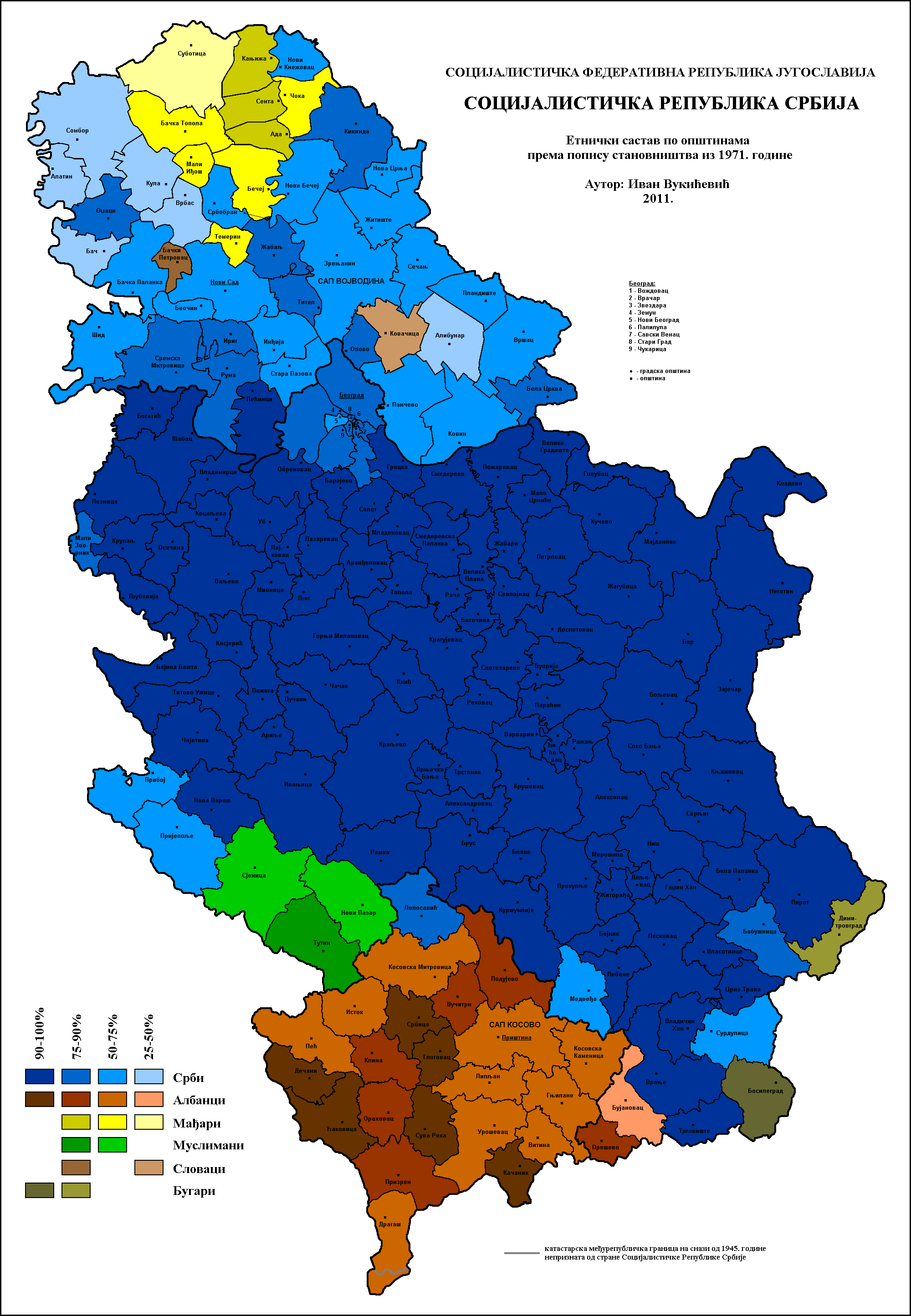
Этническая карта по муниципалитетам Сербии (1971)
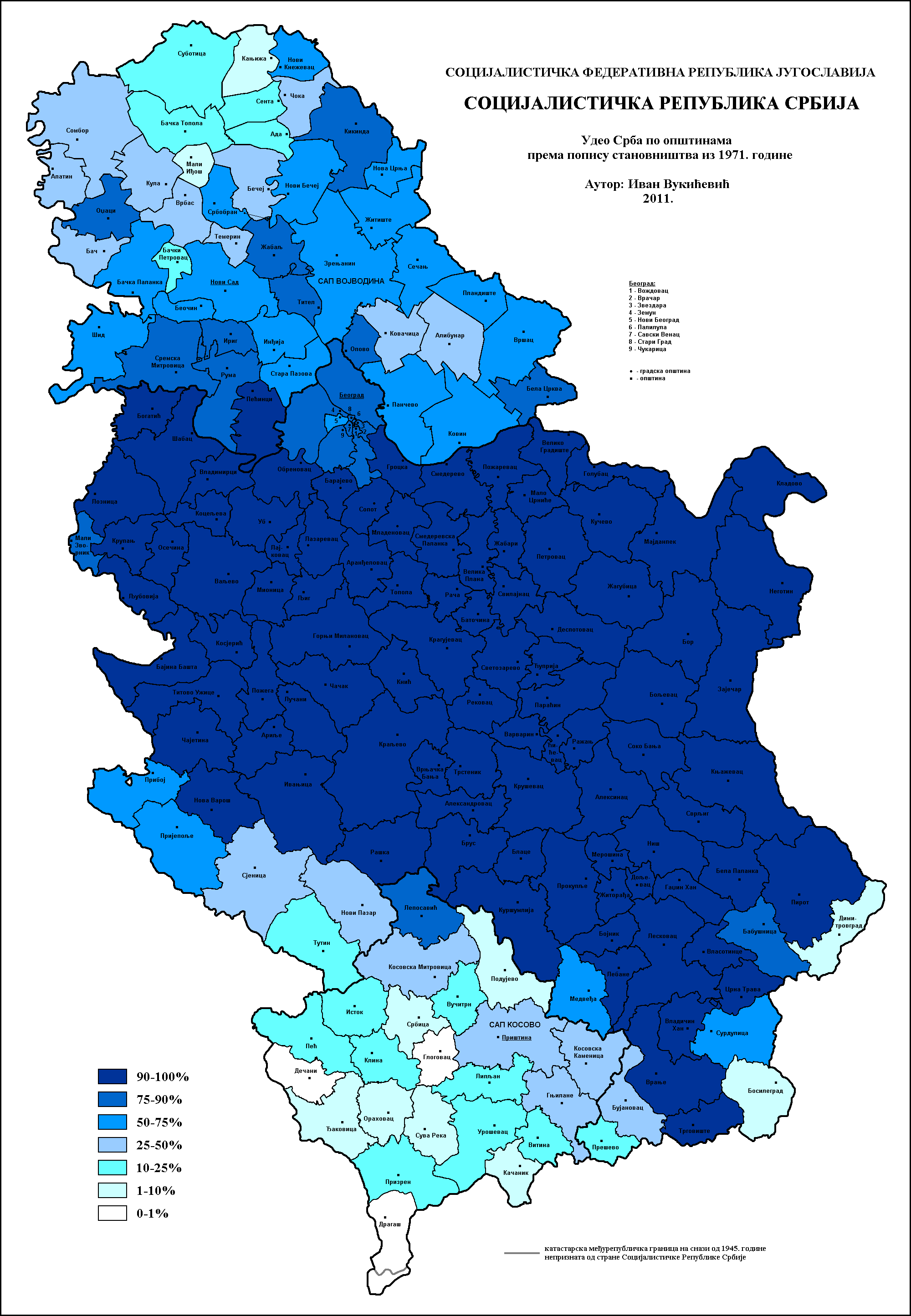
Доля сербов в муниципалитетах Сербии (1971)

### 1981
- Итого: 9 313 677
- Сербы: 6 182 159 (66,38%)
- Албанцы: 1 303 032 (13,99%)
- Югославы: 441 941 (4,75%)
- Венгры: 390 468 (4,19%)
- Славяне-мусульмане: 215 166 (2,31%)
- Хорваты: 149 368 (1,60%)
- Черногорцы: 147 466 (1,58%)
- Цыгане: 110 956 (1,19%)
- Словаки: 69 549
- Македонцы: 48 986
- Болгары: 33 294
- Словенцы: 12 006

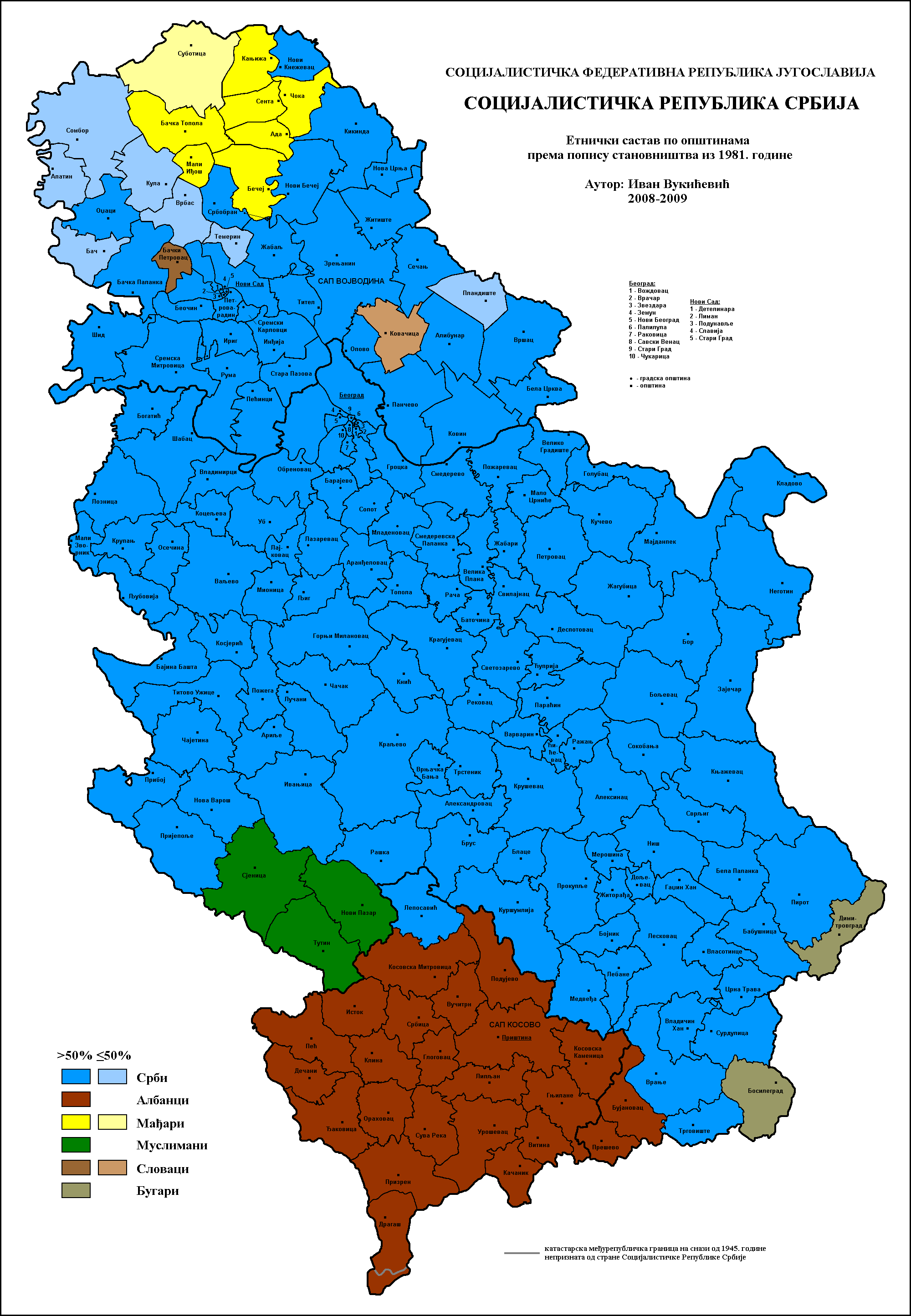
Этническая карта по муниципалитетам Сербии (1981)
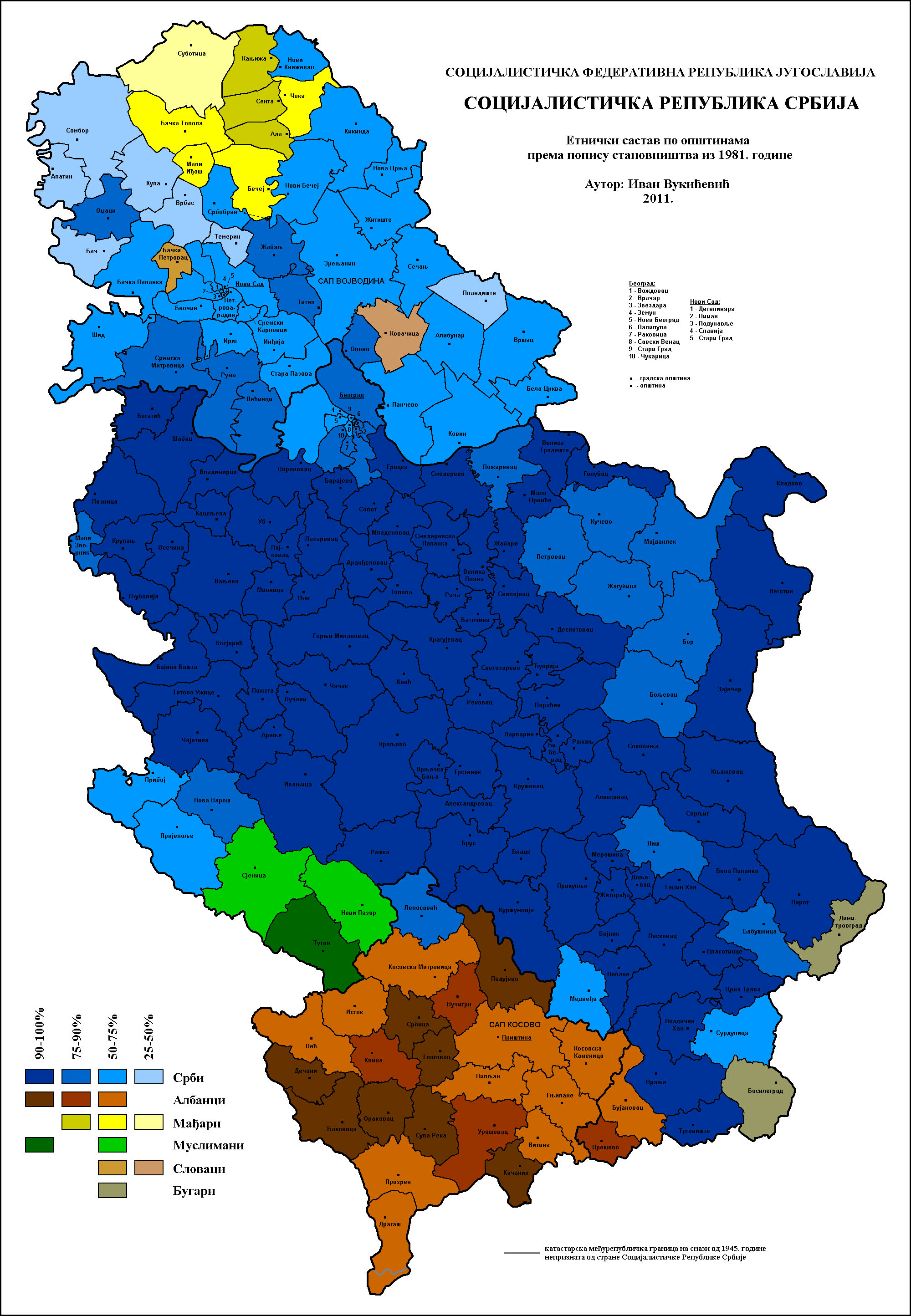
Этническая карта по муниципалитетам Сербии (1981)
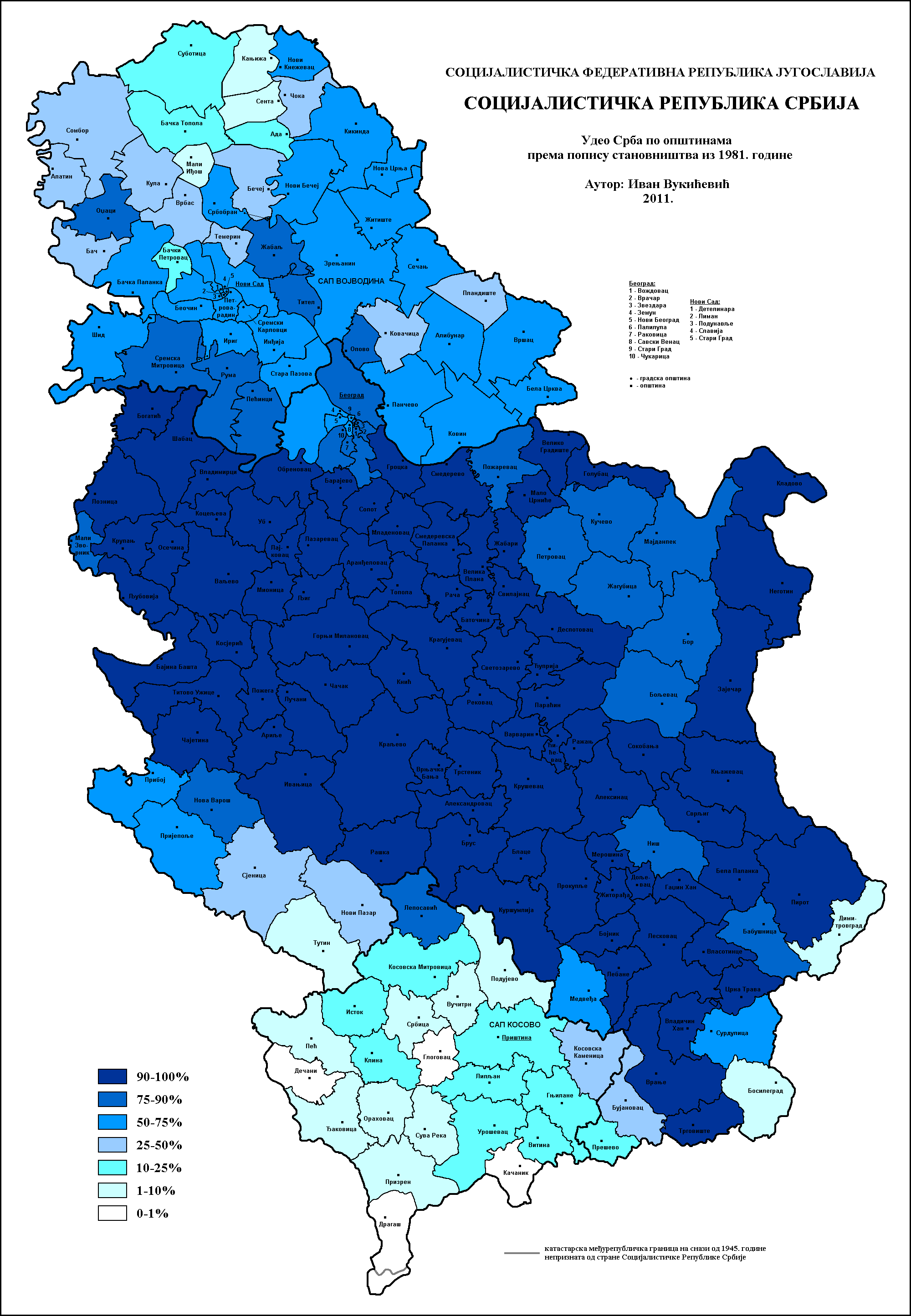
Доля сербов в муниципалитетах Сербии (1981)

### 1991
- Итого (официально): 9 778 991 (зарегистрировано 8 182 141)
- Сербы: 6,446,595 (65,92%)
- Албанцы (официально): 1 674 353 (17,12%), зарегистрировано 87 372
- Венгры: 343 800 (3,52%)
- Югославы: 323 643 (3,31%)
- Славяне-мусульмане (официально): 246 411 (2,52%), зарегистрировано 237 980
- Цыгане (официально): 140 237 (1,43%), зарегистрировано 138 799
- Черногорцы: 139,299 (1,42%)
- Хорваты: 105,406 (1,08%)

Официально:

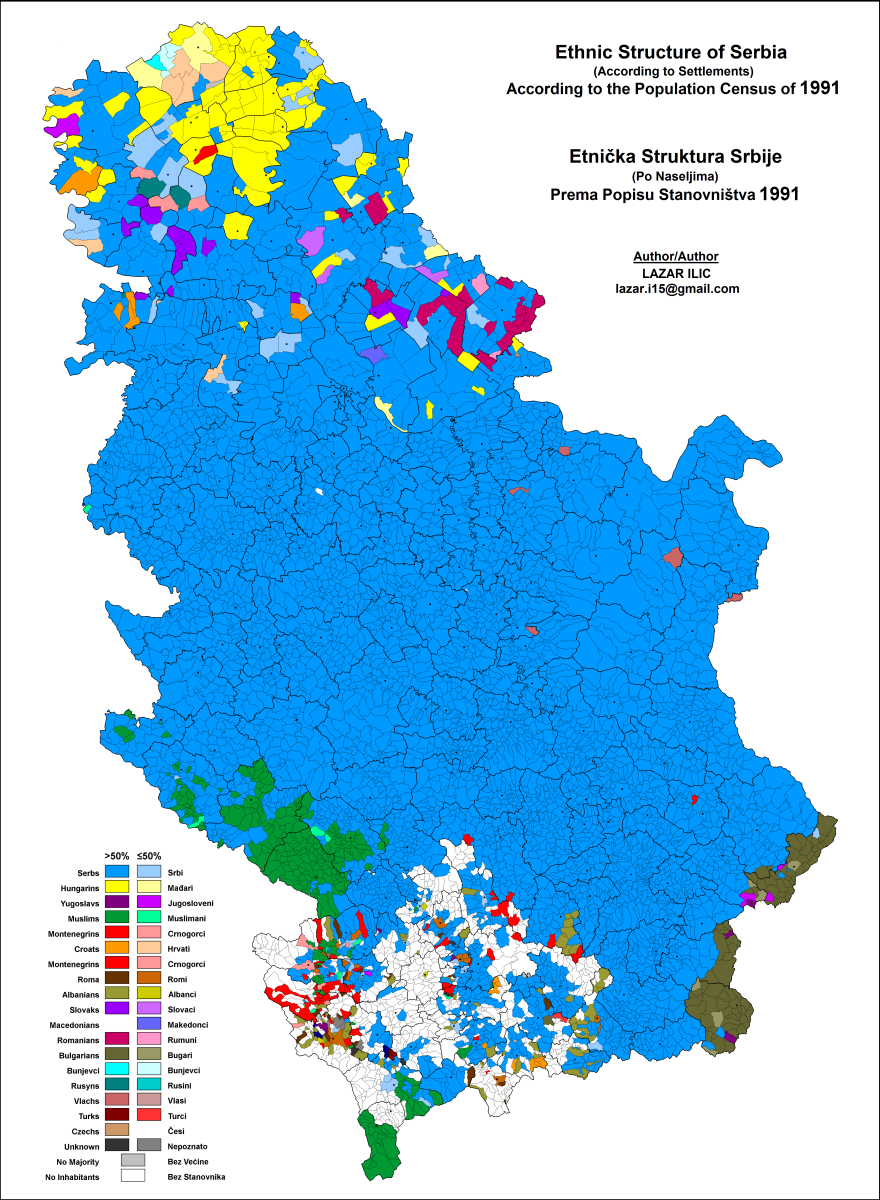
Население Сербии (1991)
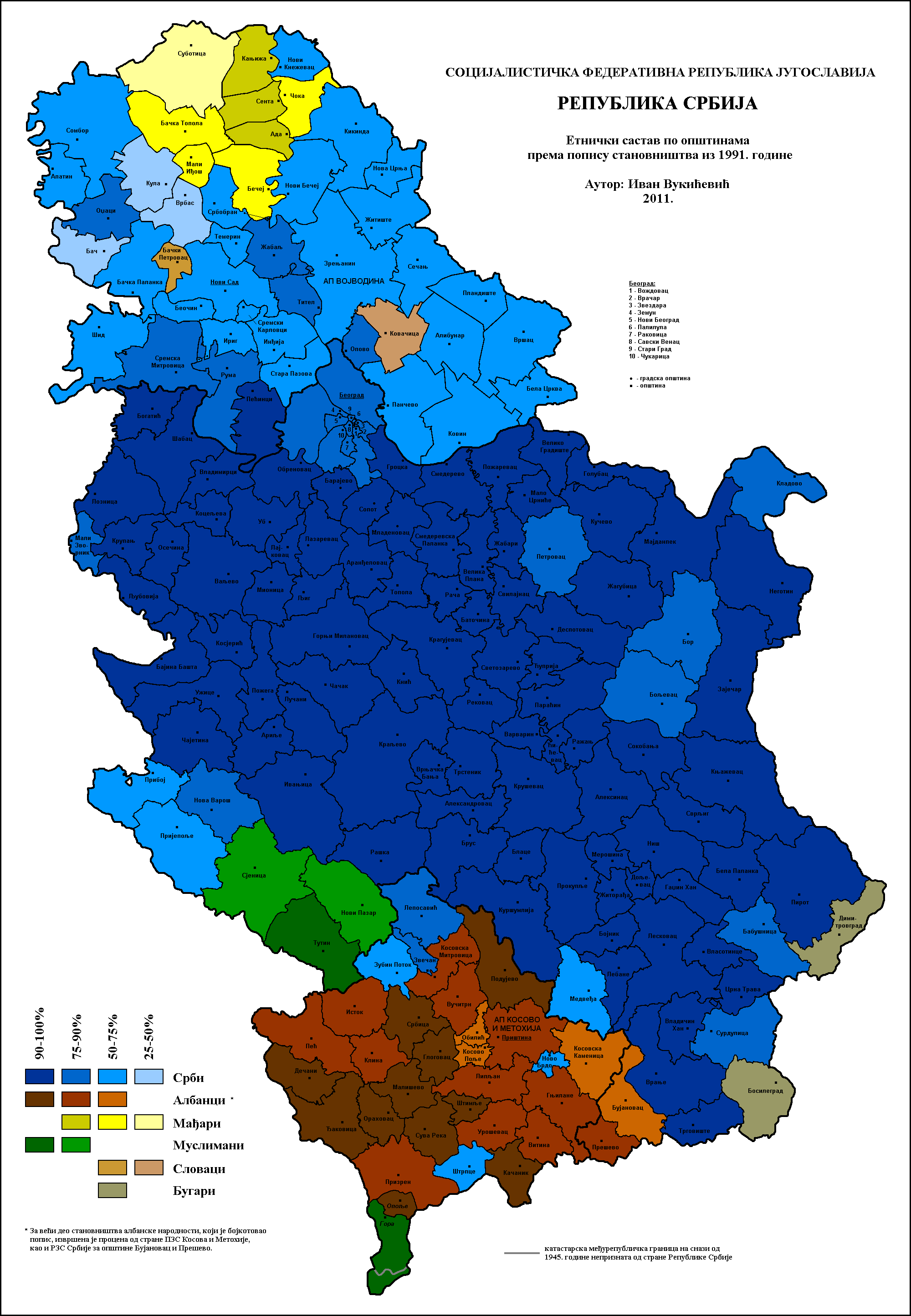
Население общин (1991)
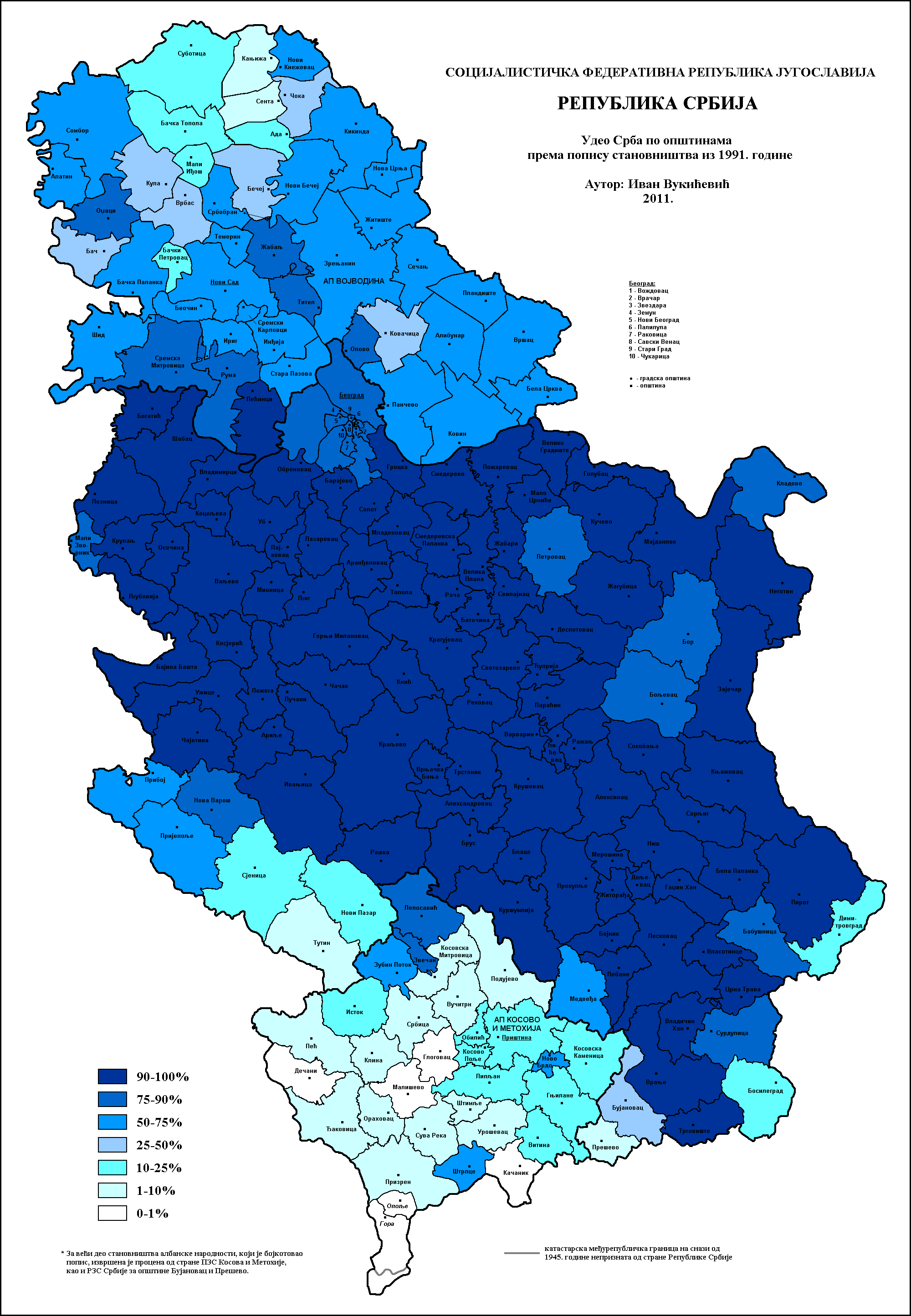
Доля этнических сербов в общинах (1991)
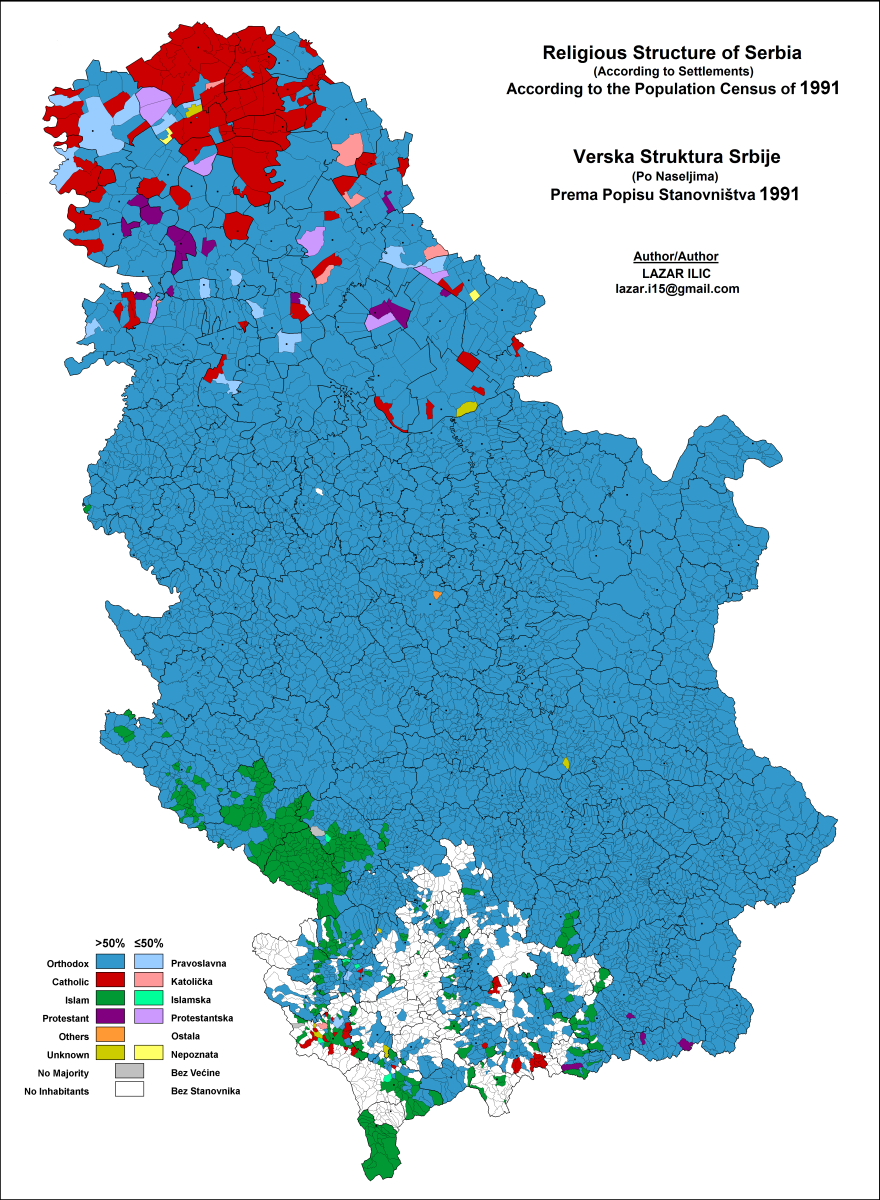
Вероисповедание по общинам (1991)
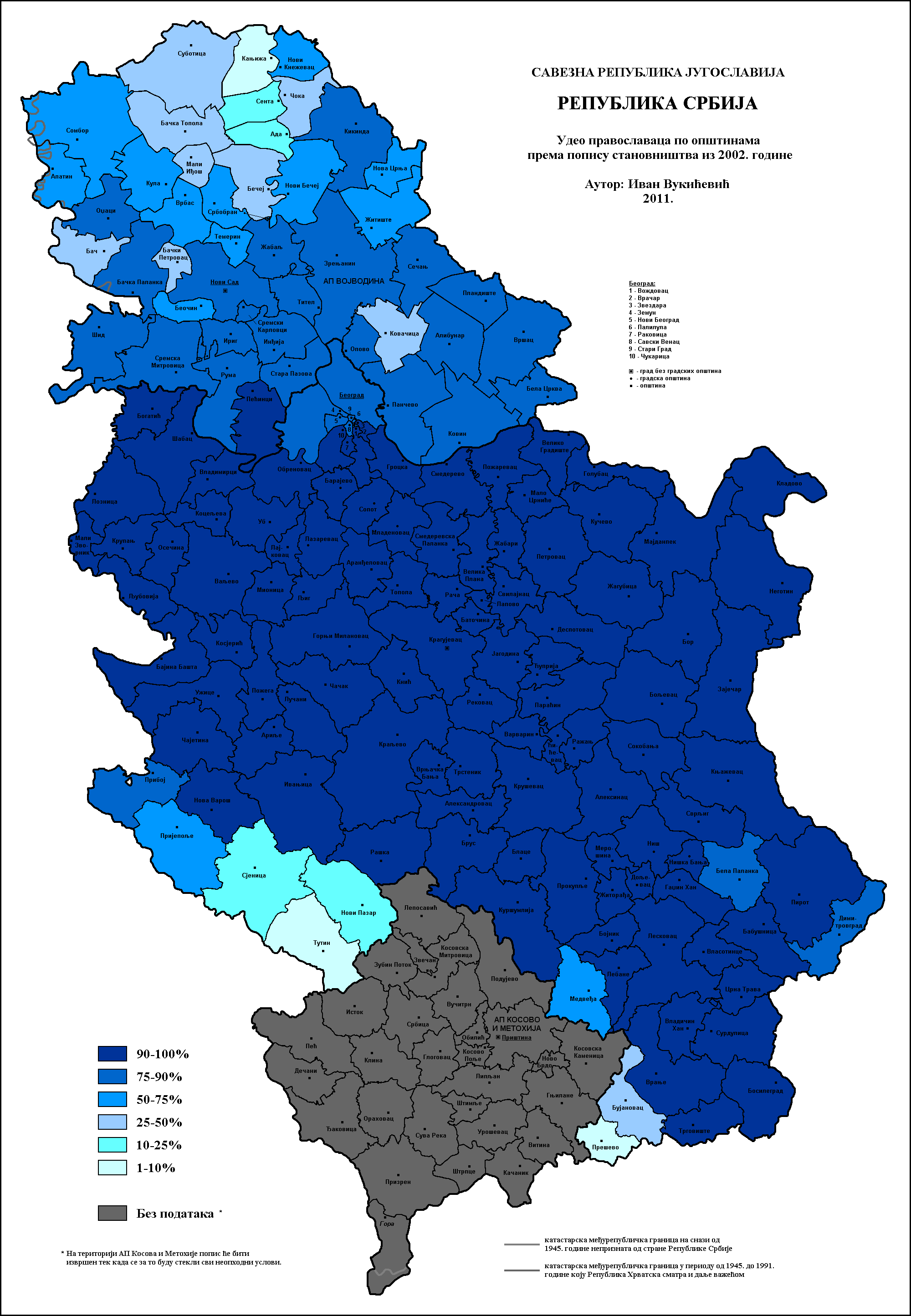
Доля прихожан Сербской православной церкви (1991)

Зарегистрировано:

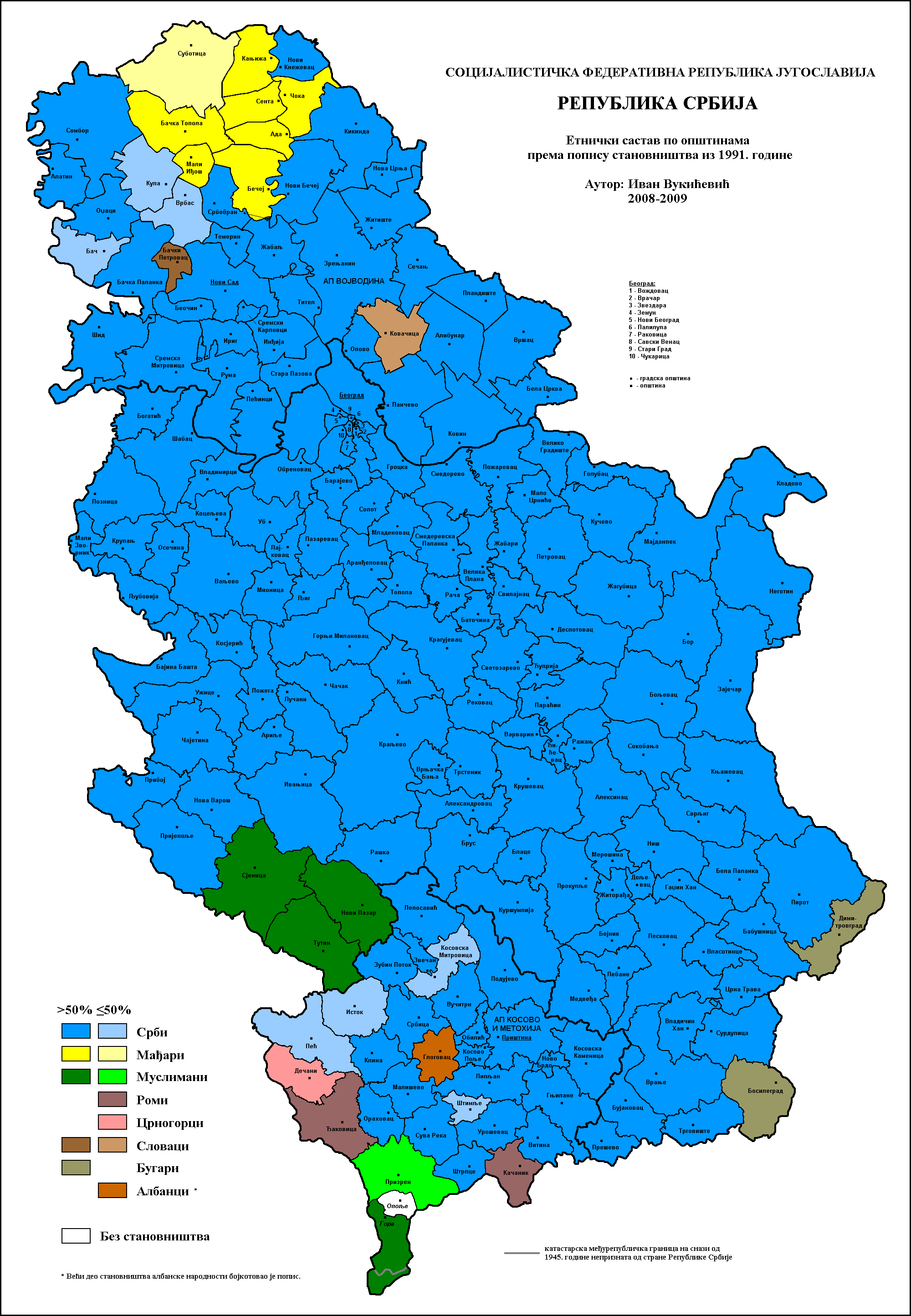
Население общин (1991)
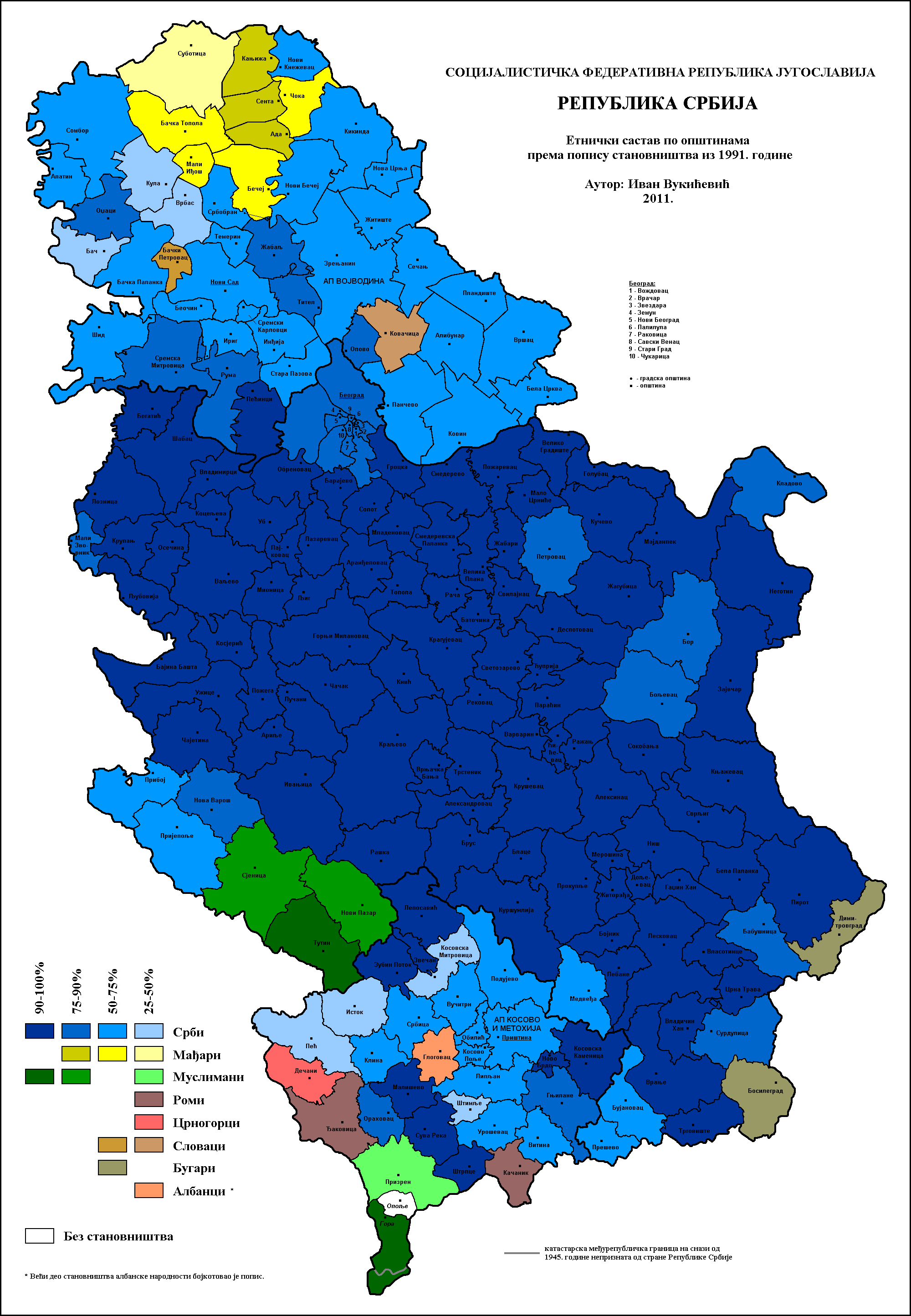
Население общин (1991)
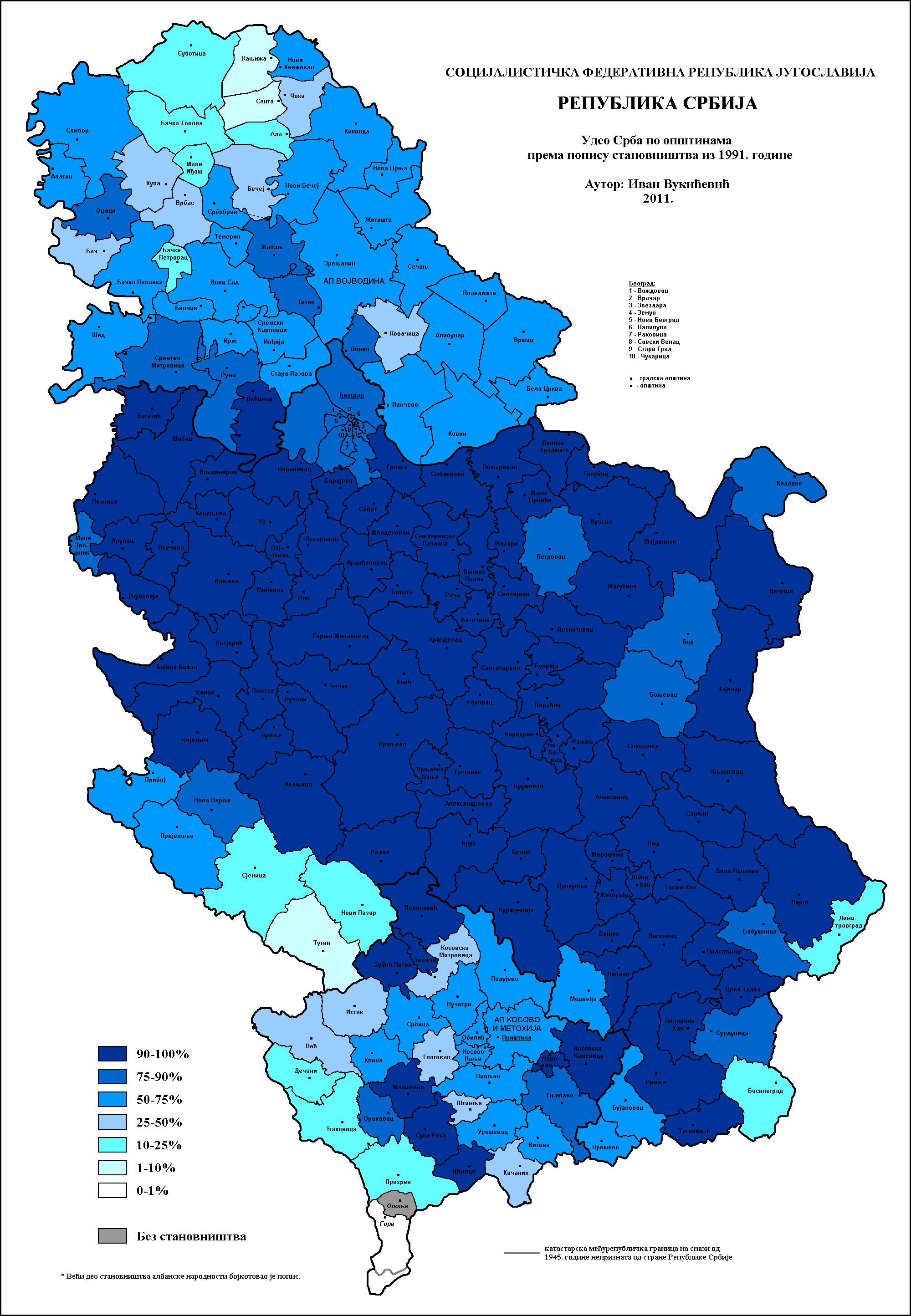
Доля этнических сербов в общинах (1991)

### 1991 (без учёта Косово)
- Итого: 7 822 795
- Сербы: 6 252 405 (79,93%)
- Венгры: 343 800 (4,39%)
- Югославы: 320 186 (4,09%)
- Славяне-мусульмане: 180 222 (2,3%)
- Черногорцы: 118 934 (1,52%)
- Хорваты: 97 344 (1,24%)
- Цыгане: 94 491 (1,21%)
- Албанцы: 78 281 (1%)
- Словаки: 66 772 (0,85%)
- Македонцы: 45 068 (0,58%)
- Румыны: 42 316 (0,54%)
- Болгары: 26 698 (0,34%)
- Буневцы: 21 434 (0,34%)
- Украинцы: 18 052 (0,23%)
- Влахи: 17 804 (0,23%)
- Прочие: 34 698 (0,44%)
- Региональные этносы: 4 841 (0,06%)
- Нет данных: 47 949 (0,61%)
- Не определились: 10 538 (0,13%)

### 2002 (без учёта Косово)
- Итого: 7 498 001
- Сербы: 6 212 838 (82,86%)
- Венгры: 293 299 (3,91%)
- Бошняки: 136 087 (1,82%)
- Цыгане: 108 193 (1,44%)
- Югославы: 80 721 (1,08%)
- Хорваты: 70 602 (0,94%)
- Черногорцы: 69 049 (0,92%)
- Албанцы: 61 647 (0,82%)
- Словаки: 59 021 (0,79%)
- Влахи: 40 054 (0,53%)
- Румыны: 34 576 (0,46%)
- Македонцы: 25 847 (0,35%)
- Болгары: 20 497 (0,27%)
- Буневцы: 20 012 (0,27%)
- Славяне-мусульмане: 19 503 (0,26%)
- Русины: 15 905 (0,21%)
- Украинцы: 5 354 (0,07%)
- Словенцы: 5 104
- Горанцы: 4 581
- Немцы: 3 901
- Чехи: 2 211
- Прочие: 11 711 (0,19%)
- Региональные этносы: 11 485 (0,15%)
- Нет данных: 75 483 (1,01%)
- Не определились: 107 732 (1,44%)

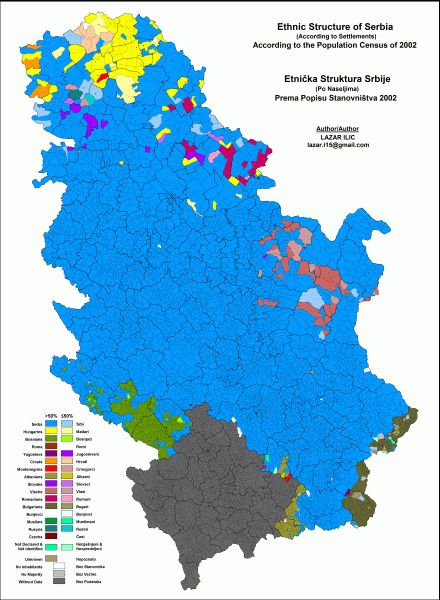
Население Сербии (2002)
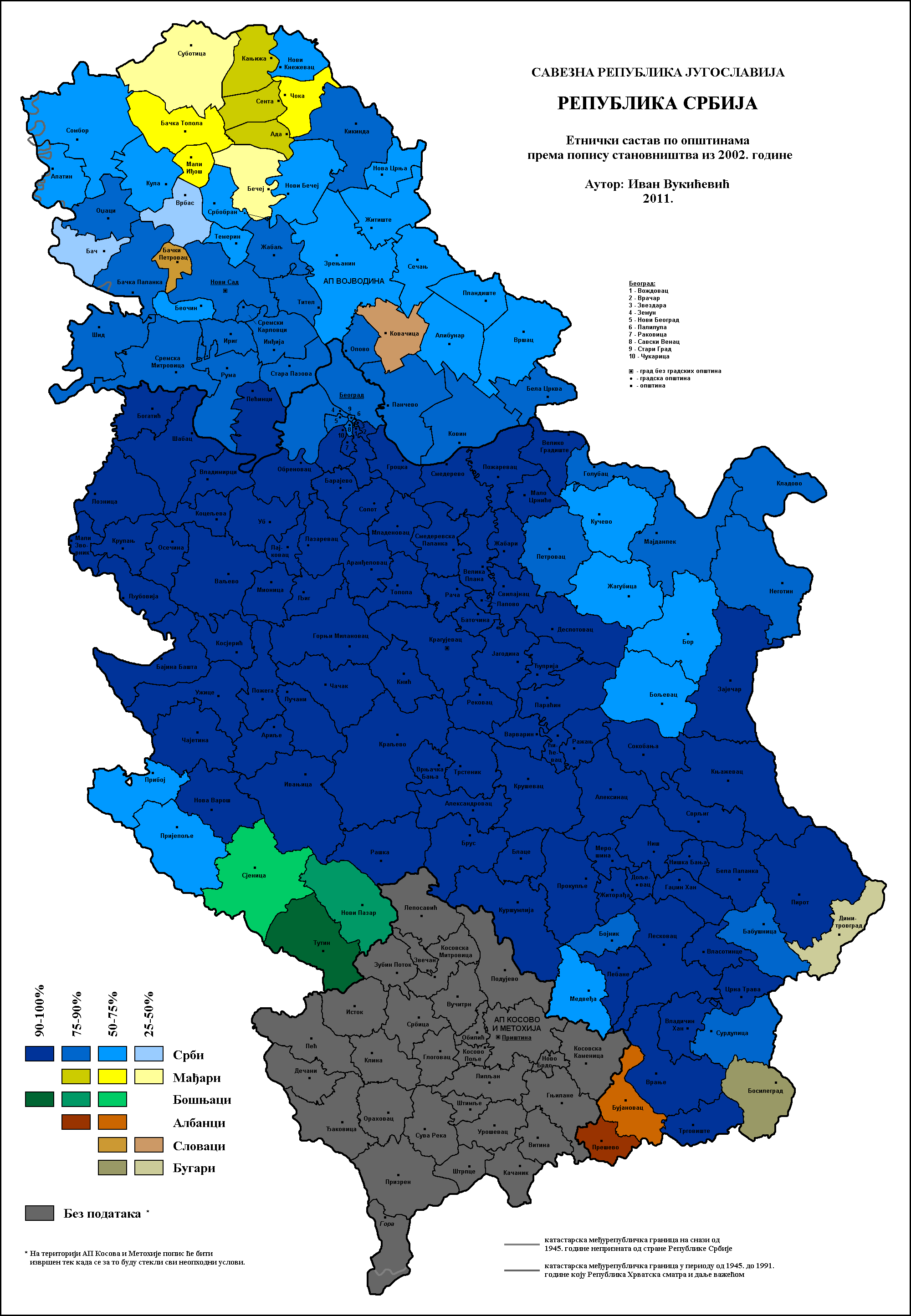
Население общин (2002)
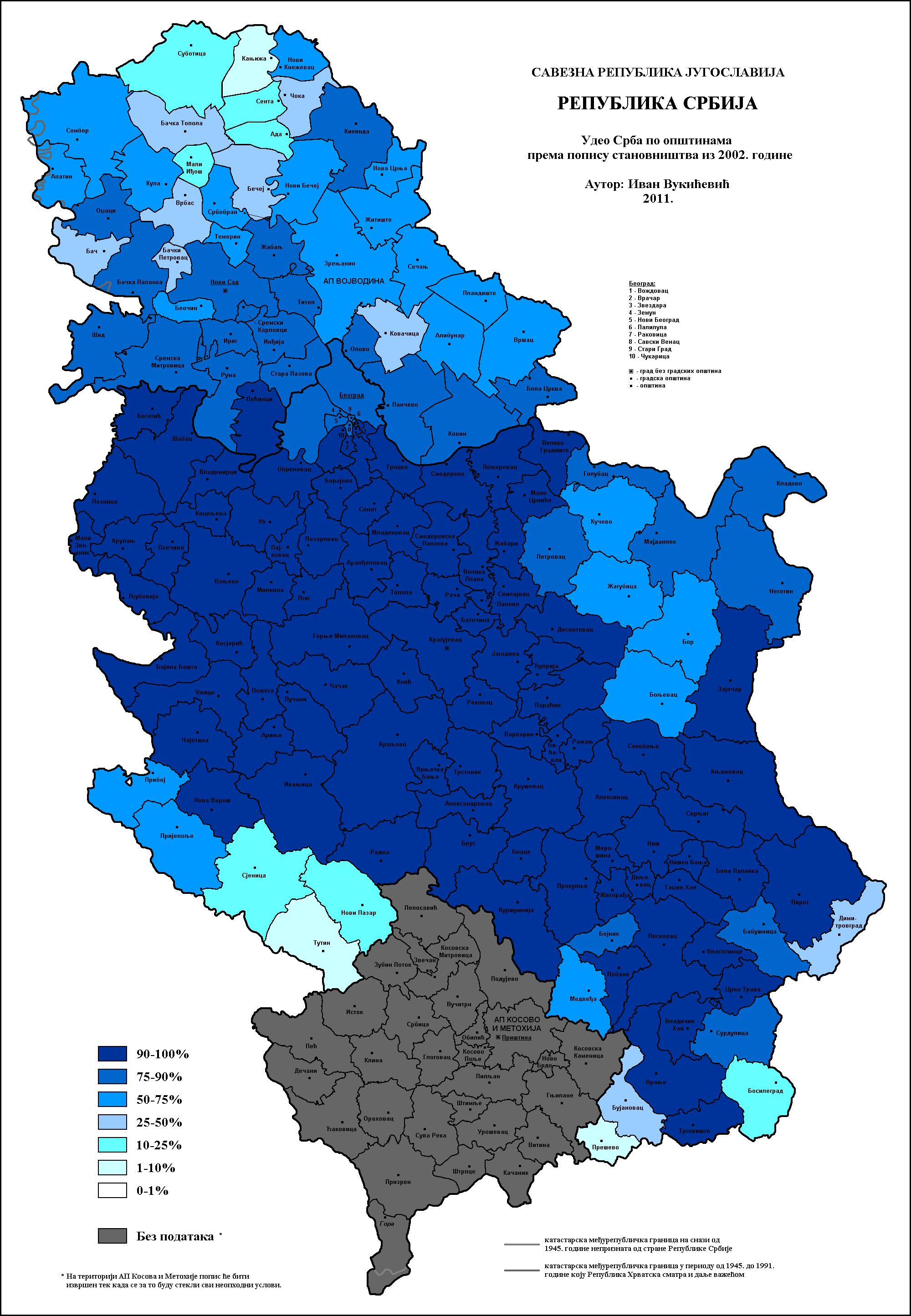
Доля этнических сербов в общинах (2002)
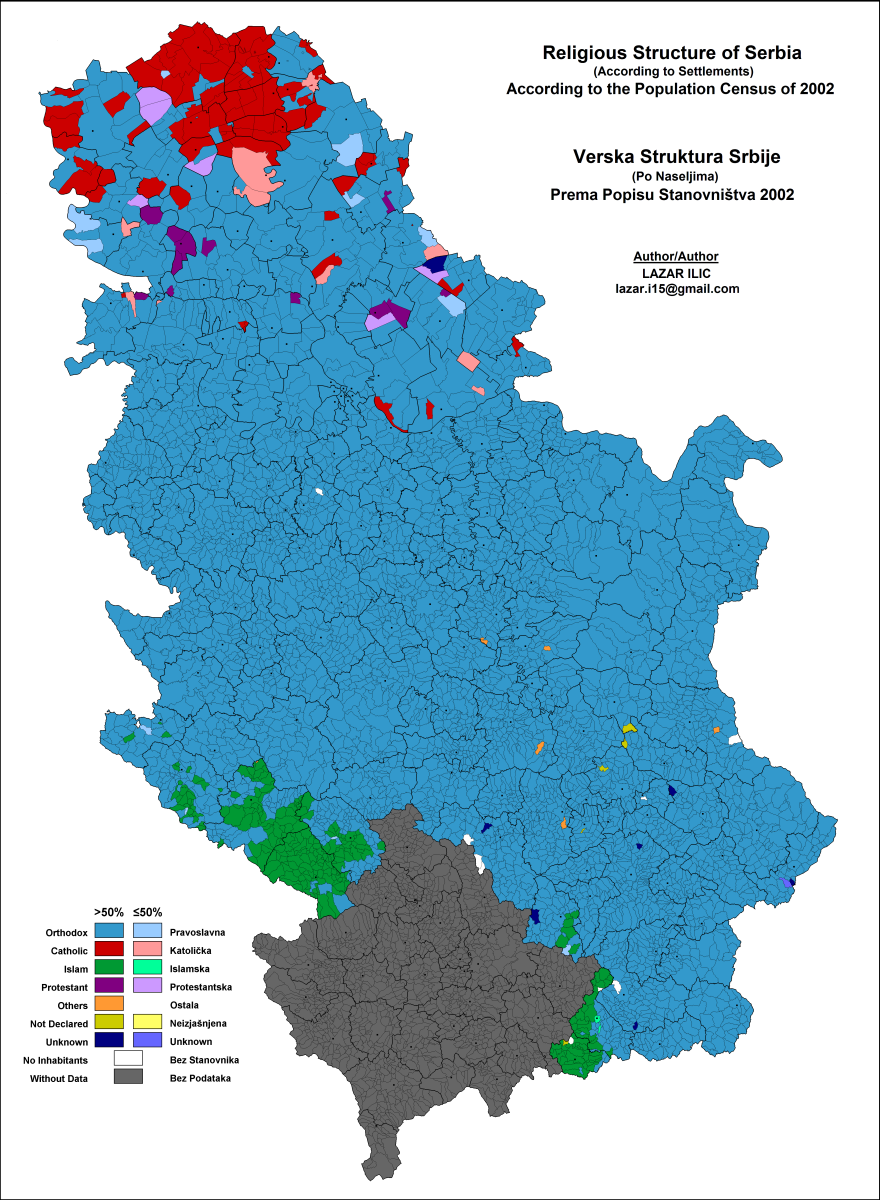
Вероисповедание жителей Сербии (2002)
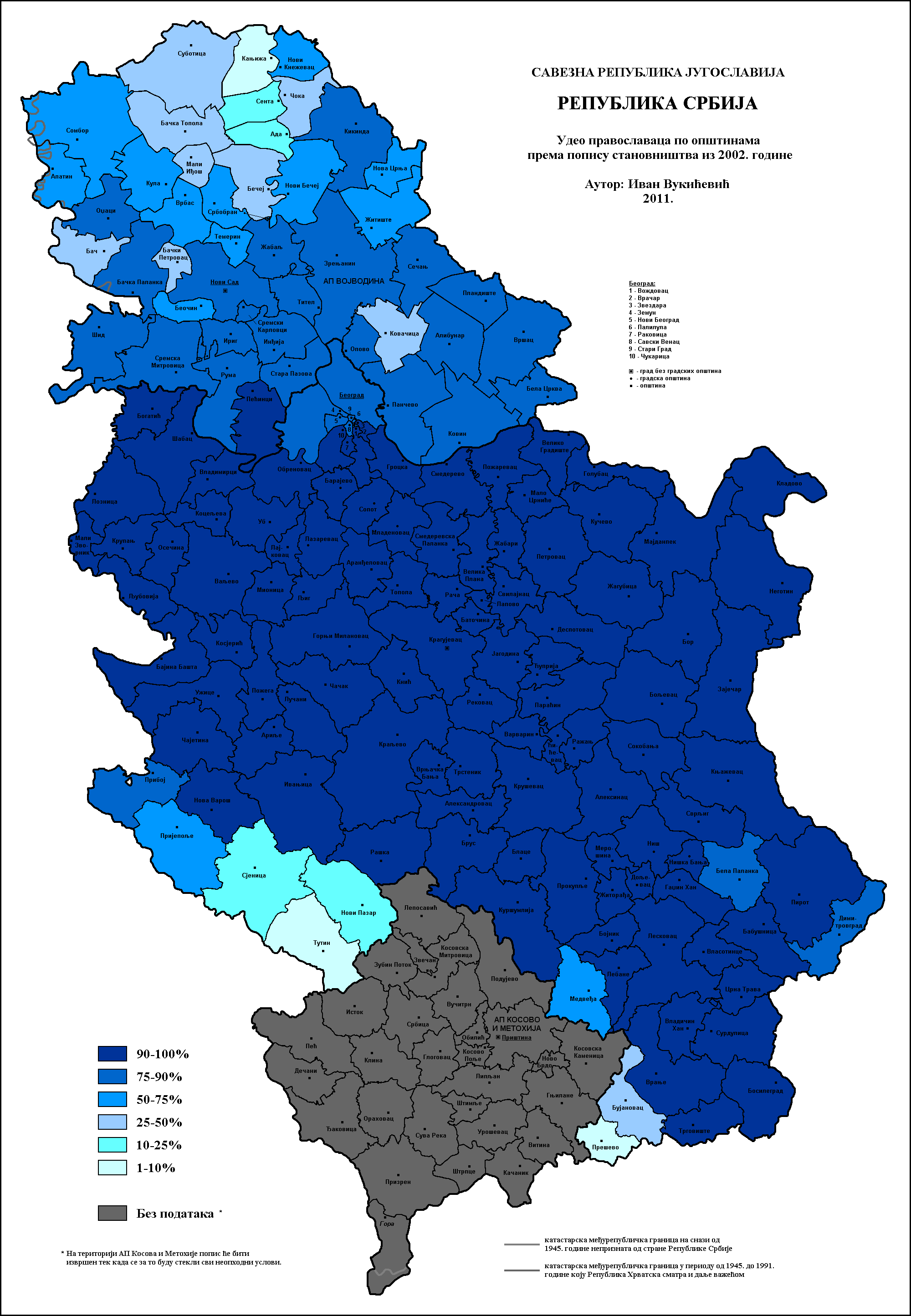
Доля прихожан Сербской православной церкви (2002)

### 2011 (без учёта Косово)
- Итого: 7 186 862
- Сербы: 5 988 150 (83,32%)
- Венгры: 253 899 (3,53%)
- Цыгане: 147,604 (2,05%)
- Бошняки: 145 278 (2,02%)
- Хорваты: 57 900 (0,81%)
- Словаки: 52 750 (0,73%)
- Албанцы: 5 809 (0,08%)
- Черногорцы: 38 527 (0,54%)
- Влахи: 35 330 (0,49%)
- Румыны: 29 332 (0,41%)
- Югославы: 23 303 (0,32%)
- Македонцы: 22 755 (0,32%)
- Славяне-мусульмане: 22 301 (0,31%)
- Болгары: 18 543 (0,26%)
- Буньевцы: 16 706 (0,23%)
- Русины: 14 246 (0,2%)
- Горанцы: 7 767 (0,11%)
- Украинцы: 4 903 (0,07%)
- Немцы: 4 064 (0,06%)
- Словенцы: 4 033 (0,06%)
- Прочие: 17 558 (0,24%)
- Региональные этносы: 30 771 (0,43%)
- Нет данных: 81 740 (1,14%)
- Не определились: 160 346 (2,23%)

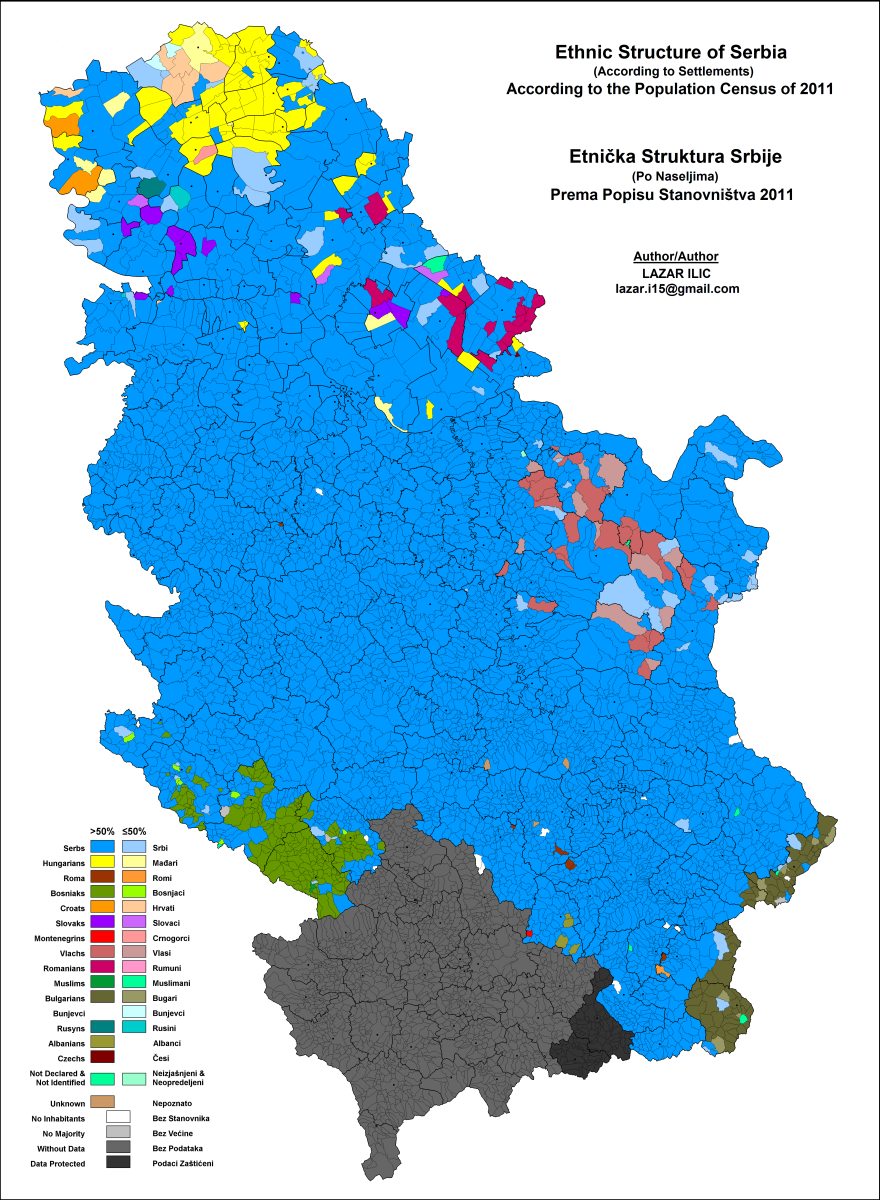
Население Сербии (2011)
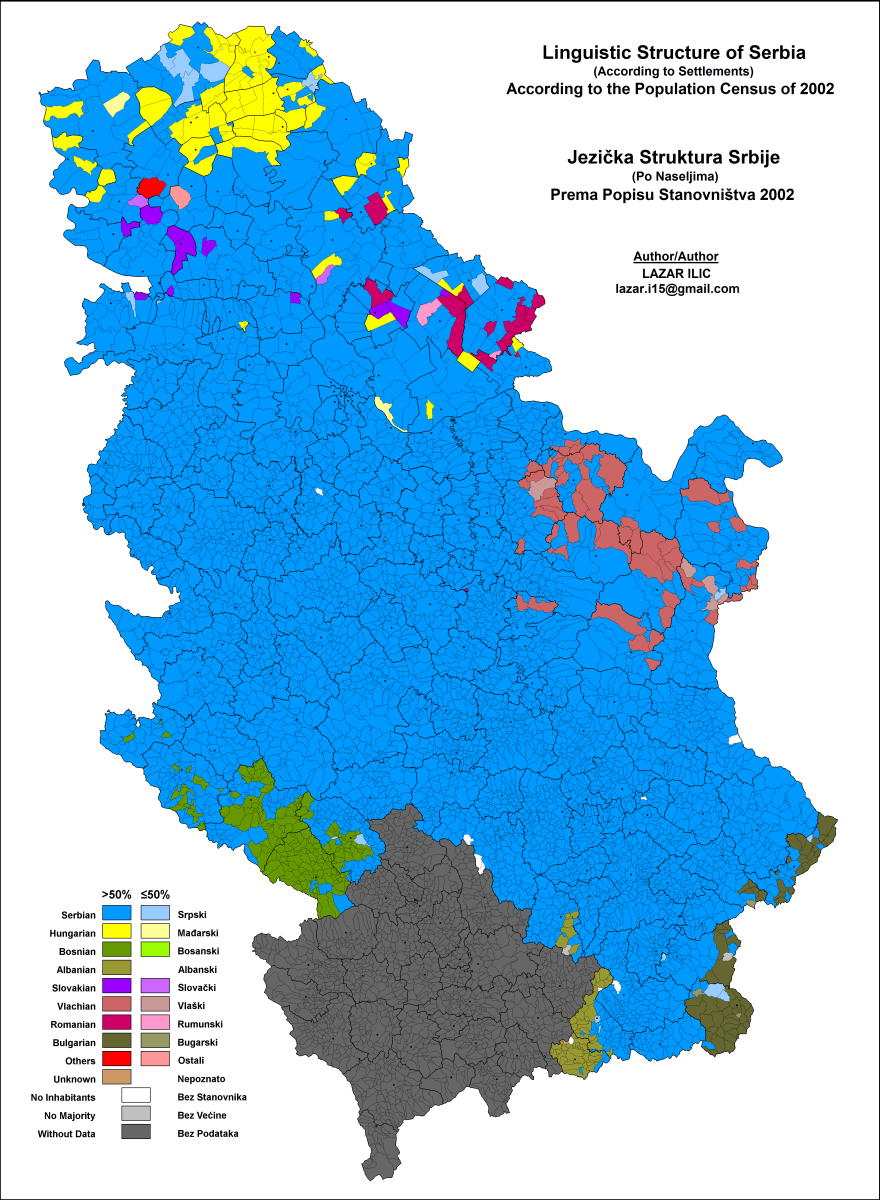
Данные по родному языку (2011)
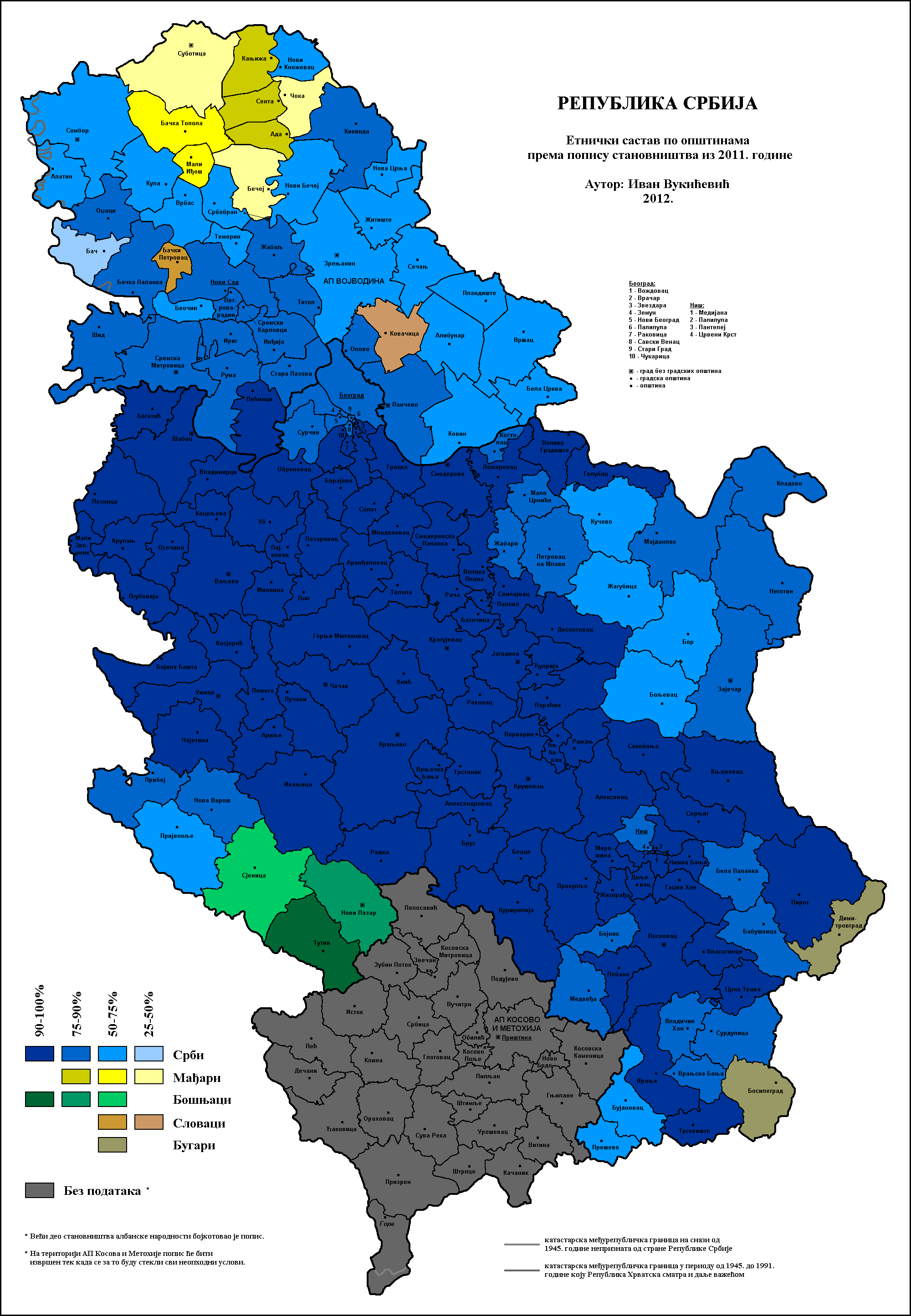
Население общин (2011)
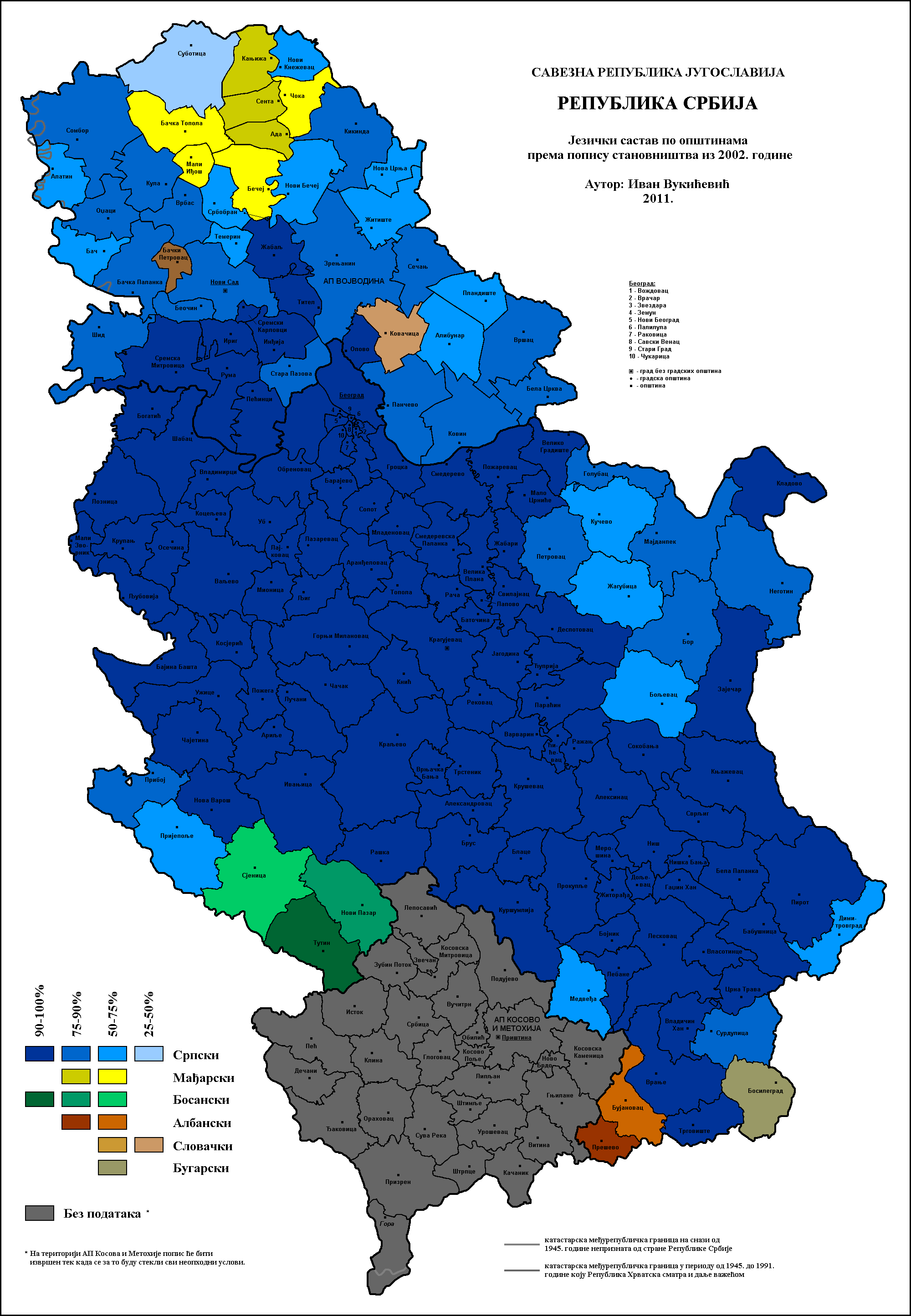
Родной язык жителей общин (2011)
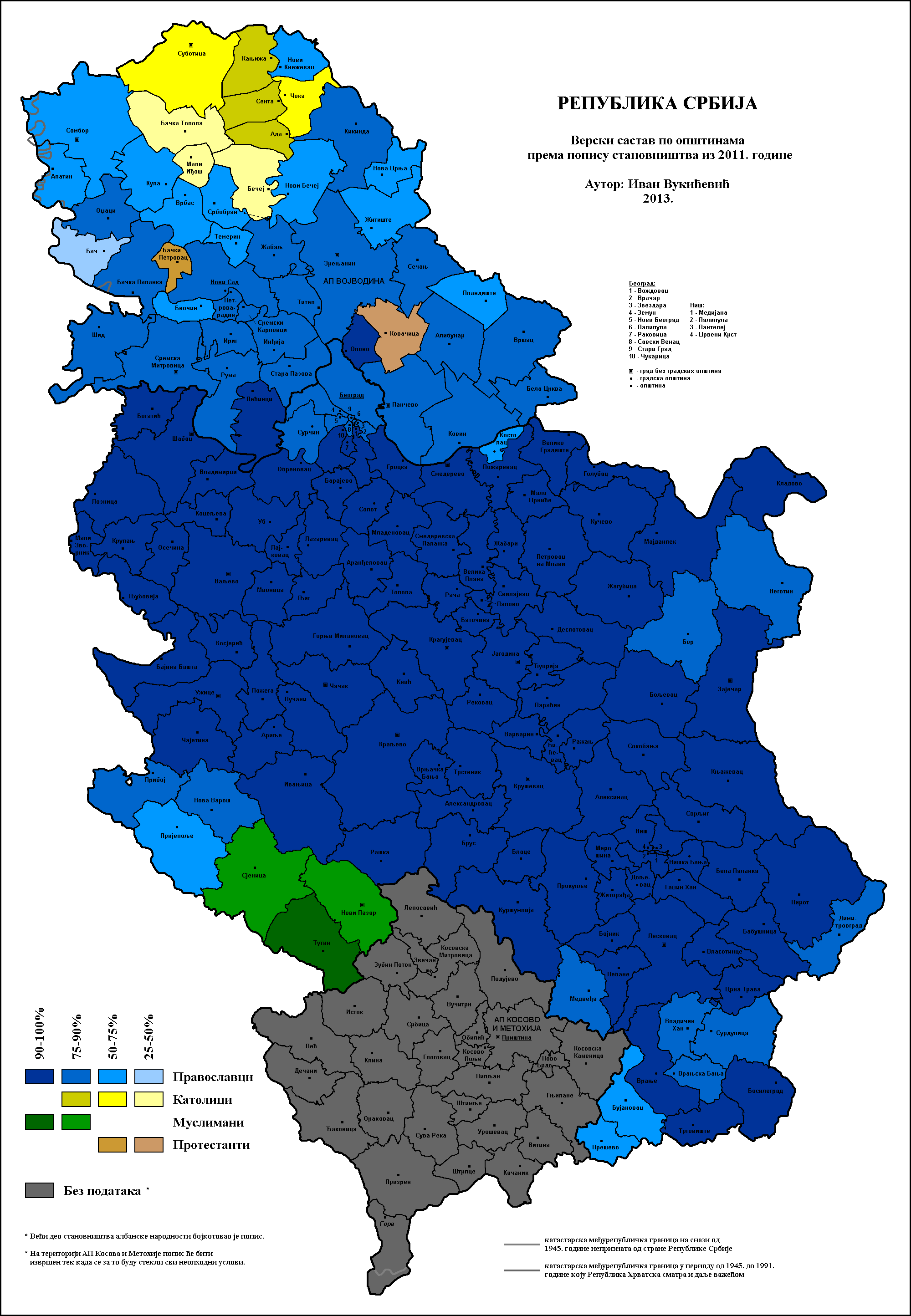
Вероисповедание по общинам (2011)
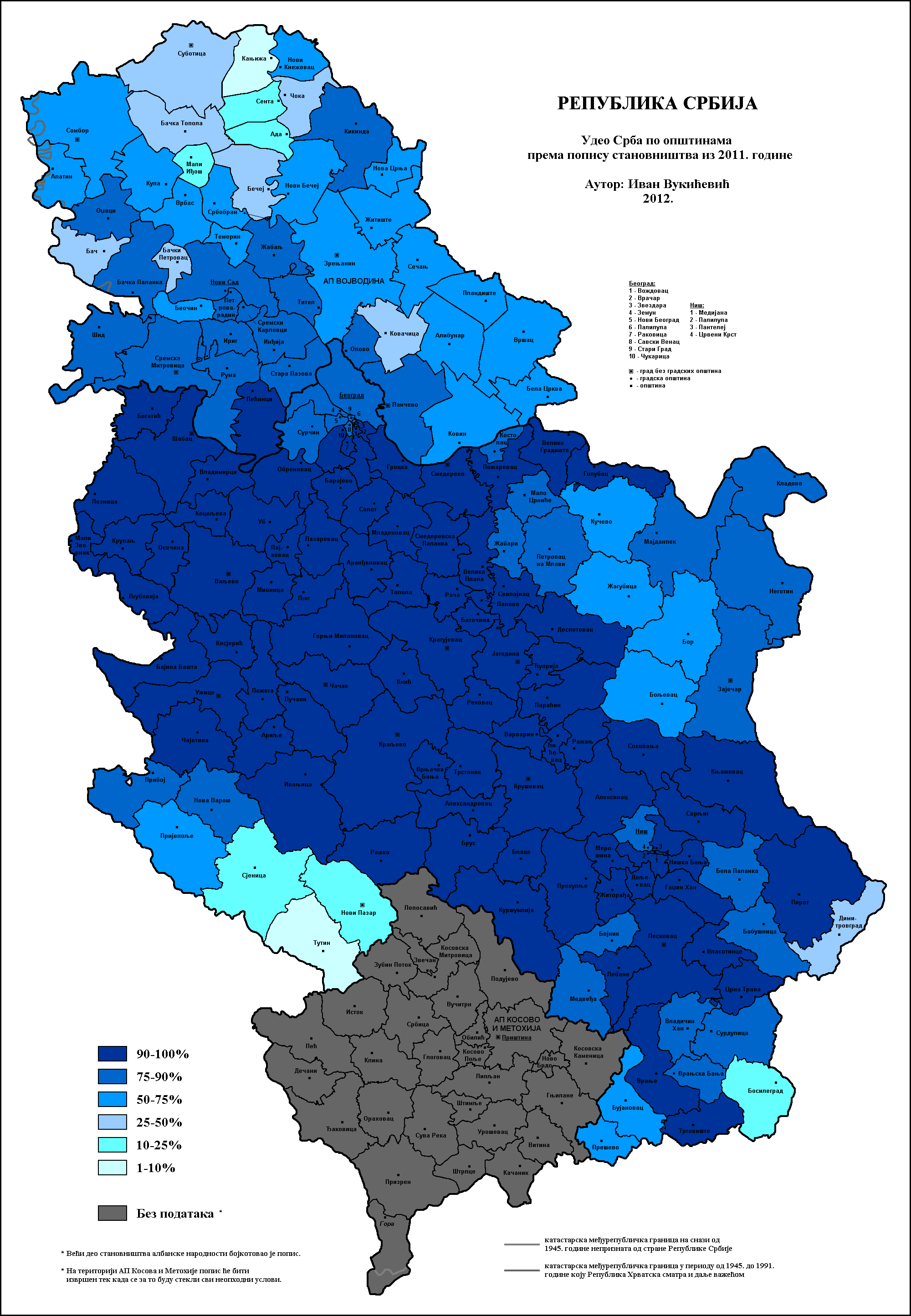
Доля этнических сербов в общинах (2011)
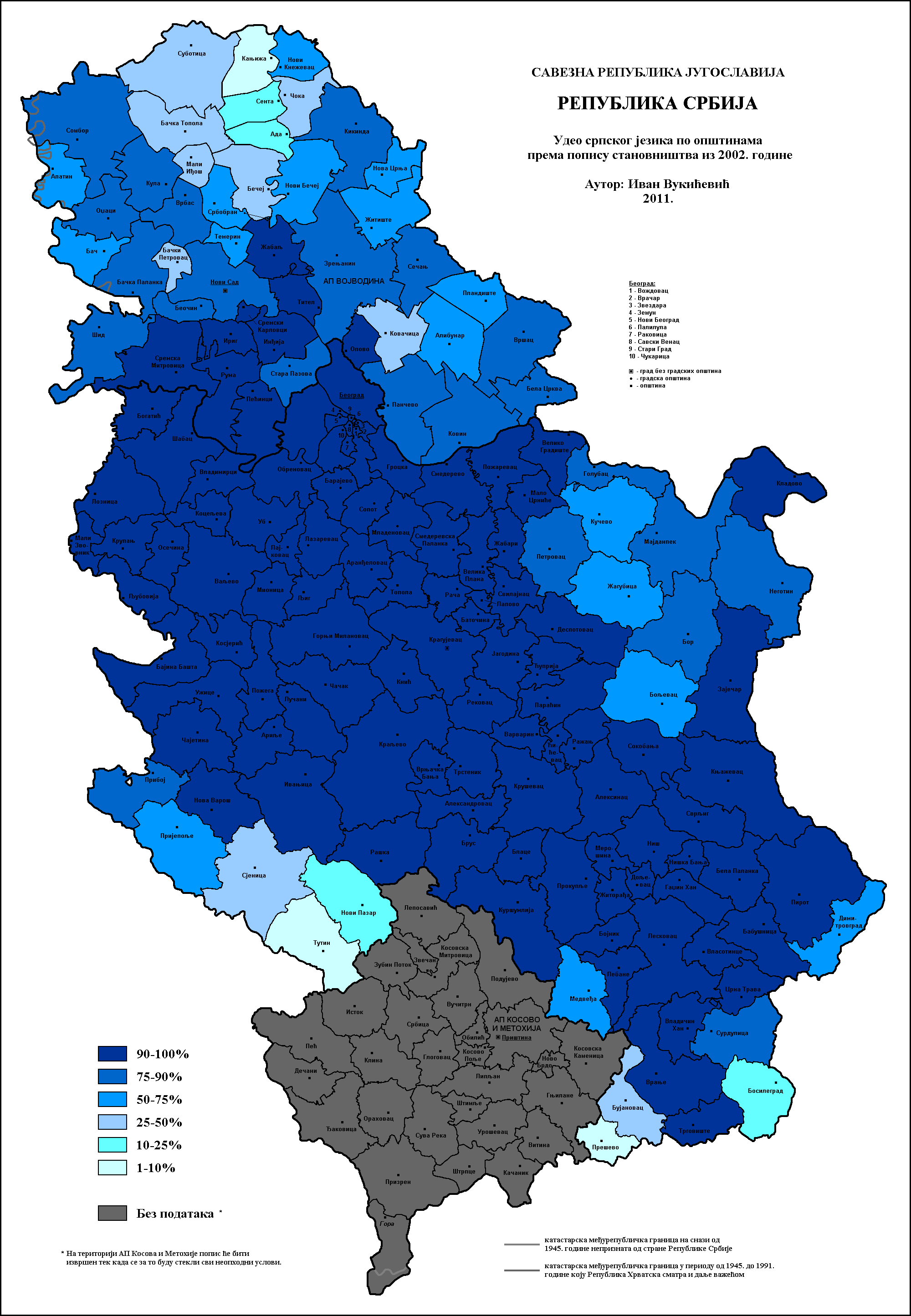
Доля сербоговорящих в общинах (2011)
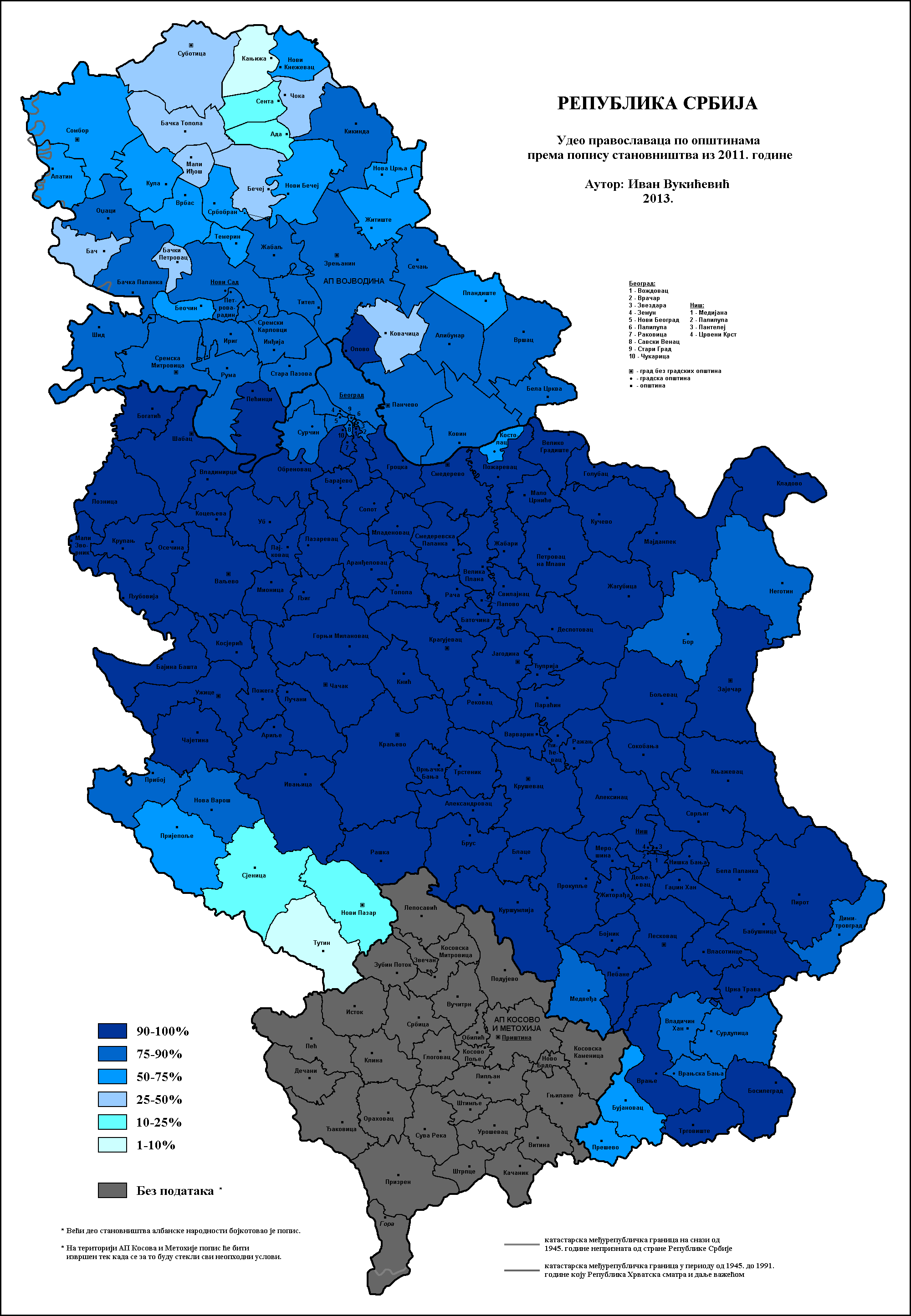
Доля прихожан Сербской православной церкви (2011)

### 2022 (без учёта Косово)[3]
- Итого: 6 647 003
- Сербы: 5 360 239 (80,64%)
- Венгры: 184 442 (2,77%)
- Бошняки: 153 801 (2,31%)
- Цыгане: 131 936 (1,98%)
- Албанцы: 61 687 (0,93%)
- Словаки: 41 730 (0,63%)
- Хорваты: 39 107 (0,59%)
- Югославы: 27 143 (0,41%)
- Румыны: 23 044 (0,35%)
- Влахи: 21 013 (0,32%)
- Черногорцы: 20 238 (0,3%)
- Македонцы: 14 767 (0,22%)
- Славяне-мусульмане: 13 011 (0,2%)
- Болгары: 12 918 (0,19%)
- Русины: 11 483 (0,17%)
- Буньевцы: 11 104 (0,17%)
- Русские: 10 486 (0,16%)
- Горанцы: 7 700 (0,12%)
- Украинцы: 3 969 (0,06%)
- Словенцы: 2 829 (0,04%)
- Немцы: 2 573 (0,04%)
- Прочие: 4 126 (0,06%)
- Региональные этносы: 11 929 (0,18%)
- Нет данных: 322 013 (4,84%)
- Не определились: 136 198 (2,05%)